# Erster Punischer Krieg
Agrigent – Mylae – Liparische Inseln – Sulci – Tyndaris – Kap Ecnomus – Aspis – Adys – Tunes – Kap Bon – Panormus – Drepana I – Drepana II – Ägatische Inseln

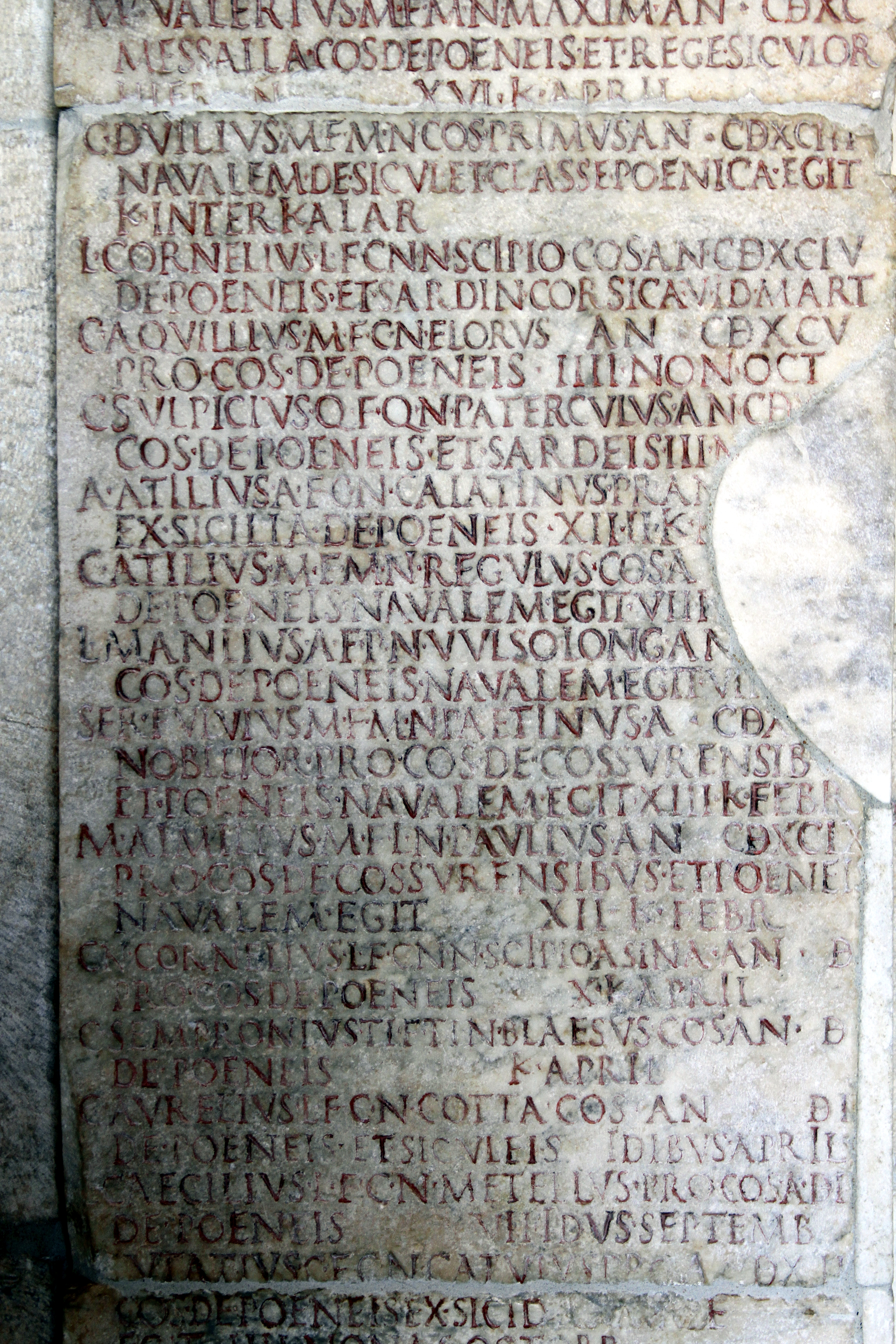
Die Inschrift der Fasti triumphales listet die Personen auf, denen ein Triumph gewährt wurde, und die Leistungen, für die sie ausgezeichnet wurden. Hier ein Fragment dieser Fasti mit den Siegern des Ersten Punischen Krieges (Rom, Kapitolinische Museen)

Der Erste Punische Krieg (lateinisch bellum Punicum primum), auch Erster Römisch-Punischer Krieg, wurde zwischen Karthago und Rom von 264 bis 241 v. Chr. ausgetragen und war im Wesentlichen ein Kampf um Sizilien. Er war der erste von drei Kriegen zwischen beiden Reichen und der längste Krieg, den Rom bis dahin geführt hatte. Rom stieg durch die Eroberung Siziliens von einer regionalen Macht auf der Italischen Halbinsel zu einer Großmacht im Mittelmeerraum auf. Die von den Römern als Punier (Puni oder Poeni) bezeichneten Karthager konnten sich trotz großer Verluste als politischer Akteur im westlichen Mittelmeerraum zunächst behaupten.
Der Krieg begann, als Rom 264 v. Chr. den Mamertinern von Messana zur Hilfe kam und auf Sizilien intervenierte. Der Westen der Insel wurde von Karthago beherrscht. Syrakus schloss im Folgejahr Frieden mit Rom und wurde im weiteren Kriegsverlauf zu einem wichtigen Verbündeten. Nach dem Sieg in der Schlacht um Agrigent 262 v. Chr. plante Rom, die Karthager vollständig von Sizilien zu vertreiben. Dazu wurde eine eigene Flotte gebaut. Die neue Waffe der Enterbrücken glich die römischen Defizite im Manövrieren aus. Der Sieg in der Seeschlacht von Mylae war die Konsequenz und vor allem psychologisch wichtig. Zug um Zug dehnte Rom seine Aktivitäten in die Straße von Sizilien aus. Die Überfahrt nach Nordafrika 256 v. Chr. war der logische nächste Schritt. Nach ersten Erfolgen erlitten die Invasoren in der Schlacht von Tunes eine schwere Niederlage (255 v. Chr.).
Die Überlebenden wurden von der römischen Flotte evakuiert, die nach ihrem Seesieg bei Kap Hermaion um zahlreiche gekaperte karthagische Schiffe vergrößert war. Auf der Rückfahrt nach Rom sank der Großteil dieser Flotte in der Schiffskatastrophe vor Kamarina. Nach weiteren Verlusten wurde der Schiffsbau staatlicherseits eingestellt, aber ein privater römischer Kaperkrieg weitergeführt. Im Jahr 242 wurde eine neue römische Flotte privat finanziert und mit Freiwilligen bemannt, die Erfahrungen aus dem Kaperkrieg mitbrachten. Dem Konsul Gaius Lutatius Catulus gelang im Frühjahr 241 mit dieser Flotte der entscheidende Sieg bei den Ägadischen Inseln, indem er einen großen karthagischen Versorgungskonvoi bei schwerem Seegang angriff. Danach bat Karthago um Frieden, verzichtete auf Sizilien und leistete hohe, von Rom zusätzlich verschärfte Reparationszahlungen.

## Situation vor Kriegsbeginn
Das Reich von Karthago war ein Zusammenschluss phönizischer Städte und Handelsniederlassungen gegen die griechische Expansion in den westlichen Mittelmeerraum. Besonders umkämpft war die Insel Sizilien, deren Westteil Karthago gegen alle griechischen Angriffe halten konnte. Am Vorabend der Auseinandersetzung mit Rom umfasste das Kerngebiet der Karthager die Nordküste Afrikas im Bereich der heutigen Staaten Tunesien, Libyen, Algerien und Marokko, außerdem den Westen Siziliens, die Inseln Sardinien und Korsika und die Südostküste des heutigen Spanien. Kennzeichnend war die starke Ausrichtung aufs Meer bei schwacher Kontrolle über das Hinterland. Karthagos Elite bezeichnet Jochen Bleicken mit der älteren Forschung als „Kaufmannsaristokratie“; das Heer habe zu einem erheblichen Teil aus Söldnern (Libyern, Iberern, Kelten, Griechen) bestanden. Walter Ameling stellt diese These in Frage: vor allem als Ruderer in der Flotte, aber auch als adlige Fußsoldaten-Elitetruppe und als Streitwagenkämpfer seien zahlreiche Karthager in den Kriegen, die ihr Reich führte, selbst involviert gewesen. Das impliziert militärisches Training auch in Friedenszeiten und ein militärisches Ethos der karthagischen Gesellschaft.
Die Frage, welche Verträge zwischen Rom und Karthago vor dem Beginn des Ersten Punischen Krieges bestanden, wird in der Forschung kontrovers diskutiert und ist auch durch das Gesamtbild beeinflusst, das der jeweilige Historiker von der karthagischen bzw. römischen Elite entwirft: War der karthagische Adel als „Kaufmannsaristokratie“ hauptsächlich auf die Erschließung neuer Märkte und Handelsvorteile aus, oder hatte er ein militärisches Selbstverständnis? War die römische Nobilität eine Meritokratie, in der Konsuln sich durch militärische Erfolge legitimieren mussten, und daher zu Abenteuern geneigt? Welche Rolle spielten demgegenüber juristische Erwägungen bei den Beschlüssen des Senats?

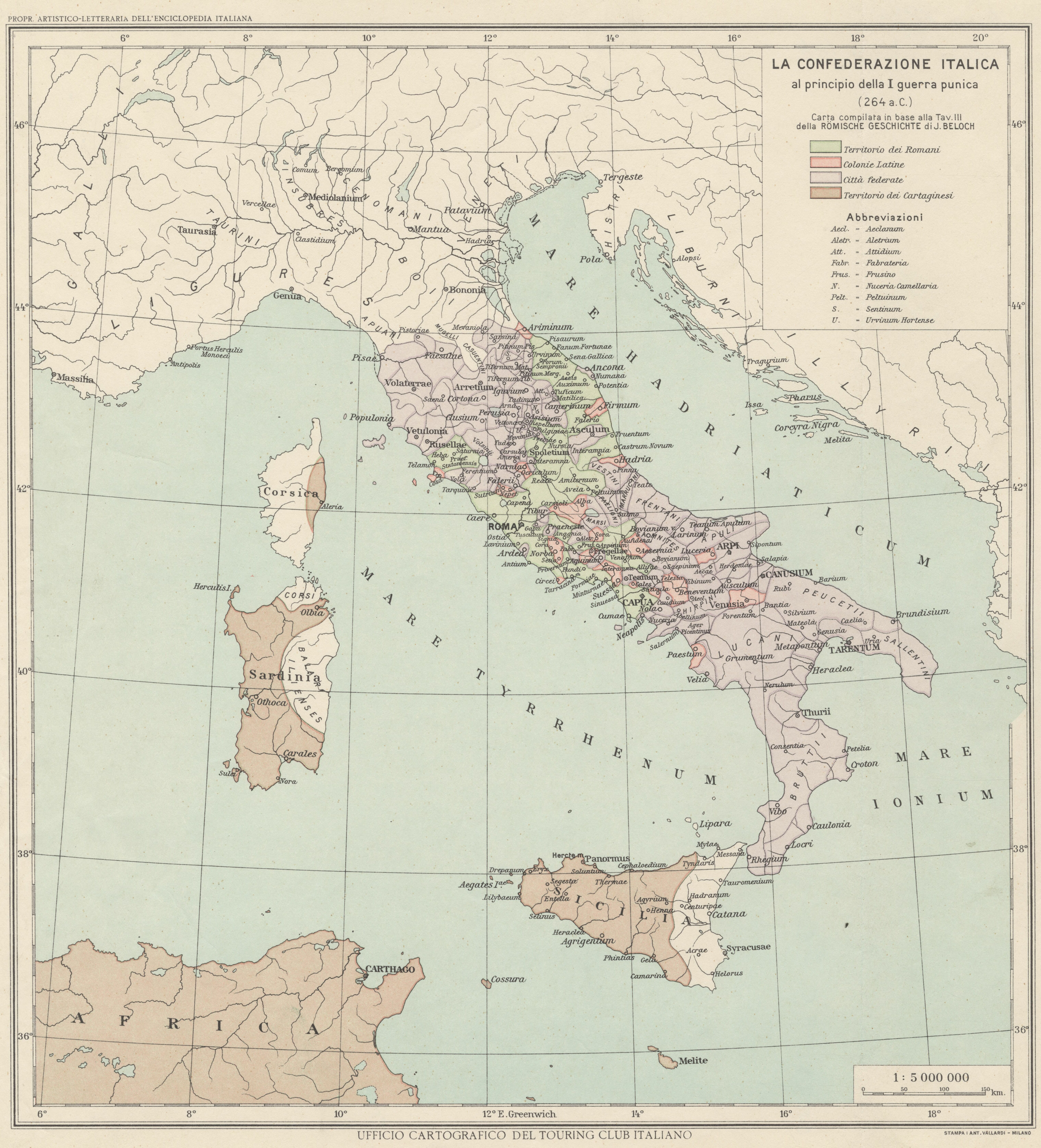
Lageplan zu Beginn des Ersten Punischen Krieg

Der erste karthagisch-römische Vertrag (ungefähr 508/507 v. Chr.) und der zweite Vertrag zwischen beiden Reichen (348 v. Chr.) waren keine Vereinbarungen auf Augenhöhe; vielmehr war Karthago in der eindeutig stärkeren Position. Im ersten Vertrag akzeptierte Rom ein Fahrverbot für seine Kriegsschiffe vor der nordafrikanischen Küste, während karthagische Schiffe frei vor der Küste von Latium operieren durften und nur latinische Städte unter römischer Oberhoheit vor ihren Piratenaktionen geschützt wurden. Der von Karthago kontrollierte Westen Siziliens erscheint als eine Art Freihandelszone; Karthago förderte hier den römischen Handel. Der zweite Vertrag kam, so Klaus Zimmermann, auf römischen Wunsch zustande. Er spiegle die Situation Roms, das in Kämpfen um die Vorherrschaft in Mittelitalien gebunden war. Man wünschte anscheinend, dass Karthago als auswärtige Macht in Latium in einer Weise aktiv wurde, die Roms Gegnern Schaden zufügte. Rom gab Latium, so weit es nicht direkt unter römischer Kontrolle stand, karthagischen Angriffen preis und schwächte so die unabhängigen Städte Latiums, die nicht einmal durch einen Friedensvertrag mit Rom vor karthagischer Piraterie sicher waren. Karthago andererseits öffnete nur noch die eigene Metropole und Westsizilien für den römischen Handel, schloss also jede Art römischer Präsenz in einem Großteil seines Herrschaftsgebiets aus. Rom musste daran interessiert sein, die Bestimmungen dieses Vertrages durch ein besseres Abkommen zu ersetzen, sobald es sich aus seiner militärischen Bedrängnis befreit hatte. Dies geschah offenbar im späten 4. Jahrhundert. Titus Livius schrieb, dass das Bündnis mit Karthago 306 v. Chr. zum dritten Mal erneuert worden sei, doch scheint er den Vertrag von 348 als ersten Vertrag zu zählen, so dass zwischen 348 und 306 ein weiterer Vertragsabschluss anzunehmen wäre, über dessen Inhalt nichts bekannt ist.
Seit dem Ende des 4. Jahrhunderts gab es zwischen Rom und Karthago wahrscheinlich ein Abkommen, das die Straße von Messina als Grenze beider Einflussbereiche definierte. Sizilien gehörte demnach zu Karthago. Die Existenz dieses sogenannten Philinos-Vertrags (306 v. Chr.) wurde von dem grundsätzlich pro-römischen antiken Historiker Polybios bestritten mit dem Argument, er habe einen solchen Vertrag im römischen Archiv (Aerarium) nicht gesehen; Polybios erwähnte allerdings auch, dass er im Archiv nicht selbständig recherchierte, sondern dass ihm Dokumente vorgelegt wurden. Es erscheint naheliegend, dass ein Vertrag, der die römische Intervention in Messana so eklatant ins Unrecht setzte, später aus dem Archiv verschwunden sein könnte. Für die Historiker, die die Existenz des Philinos-Vertrags bezweifeln (und damit der Darstellung des Polybios folgen), sei eine vertragliche Festsetzung der Einflussbereiche von Rom und Karthago dagegen „zu gut, um wahr zu sein“ (Dexter Hoyos).
279/78 kam es zu einem weiteren Vertrag zwischen Rom, mittlerweile eine Regionalmacht in Mittelitalien, und Karthago. Pyrrhos von Epirus hatte zwei römische Heere in Unteritalien besiegt; nun wurde er von Syrakus um eine Intervention auf Sizilien gebeten. Ein Pakt zwischen Pyrrhos und Rom hätte Pyrrhos freie Hand gegeben, um auf Sizilien zugunsten der Griechen einzugreifen. Um Rom von einem solchen Separatfrieden abzubringen, bot Karthago Rom die Unterstützung seiner Flotte an. Rom stimmte zu und vermied auf diese Weise, nach zwei eigenen Niederlagen Frieden zu den Bedingungen des Pyrrhos schließen zu müssen. Bemerkenswert an dem Pyrrhos-Vertrag ist, dass er die Bestimmungen eines vorherigen Vertrages bekräftigte. Wenn der Vertrag von 306 eine Fiktion des Philinos gewesen wäre, hätte Rom 279/78 den Bestimmungen von 348 zugestimmt – angesichts der mittlerweile gewachsenen Bedeutung Roms schwer vorstellbar. Der Vertrag von 279/78 setzt voraus, dass Rom und Karthago sich bereits über eine Grenze zwischen ihren Interessensphären verständigt hatten, auch dies ein Indiz für die Historizität des Philinos-Vertrages.
Das Römische Reich beherrschte seit dem Sieg über Pyrrhos 275 v. Chr. Unteritalien. Zunächst bestand für die Landmacht Rom kein Interessenkonflikt mit der Seemacht Karthago, mit der man gegen die Griechen mehrfach verbündet gewesen war, so auch im Pyrrhoskrieg. Die Oberherrschaft Roms über die griechischen Städte Unteritaliens führte aber tendenziell dazu, dass Rom die Interessen dieser Städte und damit die Gegnerschaft zu Karthago übernahm.

## Der Weg in den Krieg

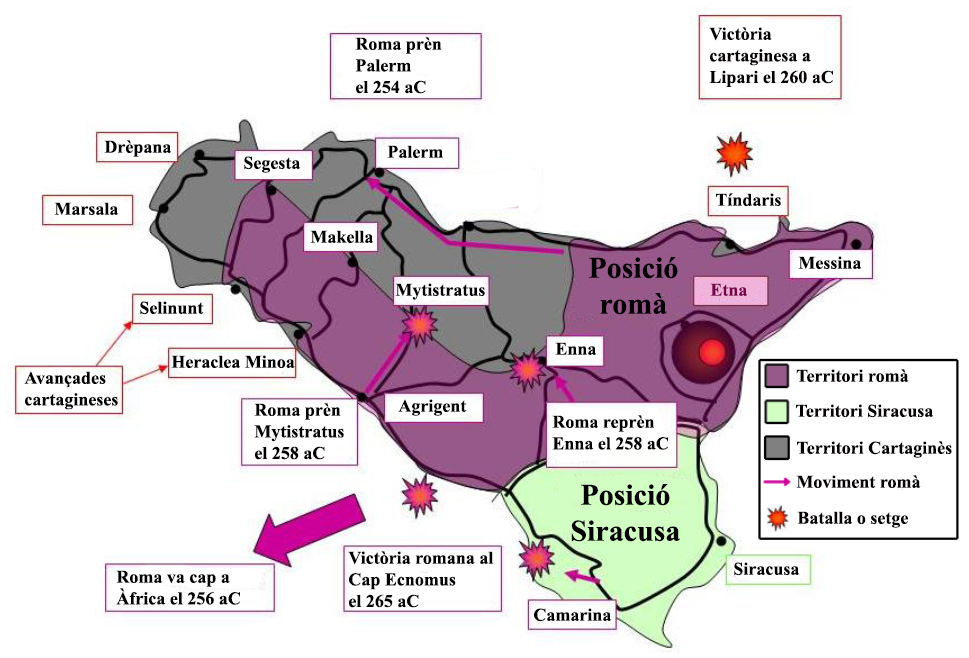
Schematische Darstellung der Dynamik des römischen Vormarsches, 260-256 v. Chr. auf der Insel Sizilien, mit der Gründung einer römischen Provinz Sicilia auf der gesamten Insel 215 v. Chr.

### Messana zwischen Syrakus, Karthago und Rom
Der Anlass des Ersten Punischen Krieges war, dass die Römer im Jahr 264 v. Chr. den in Messana (Messina) ansässigen Mamertinern zur Hilfe kamen. Die Mamertiner waren ehemalige italische Söldner, welche die Herrschaft über die Stadt gewonnen hatten, indem sie die bisherigen Einwohner getötet oder vertrieben hatten. Später gerieten sie in einen regionalen Konflikt mit Syrakus, der wichtigsten Stadt der im Osten Siziliens lebenden Griechen. Der Herrscher von Syrakus war zu dieser Zeit Hieron II., welcher die Mamertiner 270/269 in der Schlacht am Longanos besiegte. Die wichtigste antike Quelle zu den Punischen Kriegen, Polybios, schildert die Konsequenzen so:

„Die Mamertiner, die … eine vernichtende Niederlage erlitten hatten, nahmen ihre Zuflucht teils zu den Karthagern und begaben sich mitsamt ihrer Burg unter ihren Schutz, teils schickten sie Gesandte nach Rom, boten die Übergabe der Stadt an und baten, ihnen als Stammverwandten beizustehen.“

 Zwischen der Niederlage und dem Hilfeersuchen lagen fünf Jahre; die von Polybios suggerierte Kausalität ist daher fraglich. Polybios schreibt an der zitierten Stelle, dass es unter den Mamertinern zwei Parteien gegeben habe („teils … teils“), deren eine die Akropolis von Messana den Karthagern übergab, während die andere den Römern die Kontrolle über die Stadt anbot. Es ist aber schwer vorstellbar, dass die Mamertiner in der Not zwei Gesandtschaften gleichzeitig nach Karthago und nach Rom schickten, und so besteht in der Forschung eine Tendenz, Polybios zu korrigieren.
Carl Neumanns Lösung wurde von vielen Historikern übernommen: Der karthagische Feldherr Hannibal überredete demnach die Mamertiner, eine karthagische Besatzung aufzunehmen, was Hieron II. um die Früchte seines Sieges am Longanos brachte. Kaum hatte sich Hieron nach Syrakus zurückgezogen und Hannibal den Hafen von Messana verlassen, da entledigten sich die Mamertiner „durch List oder Gewalt … der schwachen Besatzung,“ und Hieron nahm daraufhin die Belagerung von Messana wieder auf. Nach wilden internen Auseinandersetzungen entschieden sich die Mamertiner dafür, Rom um Hilfe zu bitten. Aber während der Senat in Rom noch diskutierte, trat die pro-karthagische Partei in Messana mit dem karthagischen Admiral Hanno in Verhandlungen, und dieser wusste „den Anschluss der Stadt an Rom zu hintertreiben“: Messana nahm zum zweiten Mal eine karthagische Besatzung auf, und die pro-römische Partei unter den Mamertinern fügte sich eingeschüchtert. Neumann machte also ohne Anhaltspunkt in der antiken Überlieferung aus einer karthagischen Besatzung der Akropolis zwei aufeinanderfolgende.
Alternativ wird von Matthias Gelzer und Johannes Hendrik Thiel die Meinung vertreten, dass zwei gleichzeitige mamertinische Gesandtschaften nach Karthago und nach Rom eine Fiktion seien, mit der Polybios, bzw. seine Quelle Quintus Fabius Pictor, die römische Nobilität entlastete. Denn wenn Messana unter der Kontrolle Karthagos war, bedeutete ein Hilfegesuch der Mamertiner im Jahr 264, dass man sich mit Hilfe der Römer der karthagischen Besatzung entledigen wollte, und Rom intervenierte nicht, um Syrakus abzuwehren und den Karthagern zuvorzukommen, sondern „um Karthago aus seiner Position als Schutzmacht Messanas zu verdrängen, die es seit 269 innehatte.“
Eine weitere Lösung schlägt Jochen Bleicken vor: Nach der Niederlage am Longanos erbaten die Mamertiner eine karthagische Besatzung, die sie später zum Abzug drängten. Daraufhin wurde Messana im Jahr 264 von Syrakus und Karthago gemeinsam belagert und erbat nun römische Hilfe. Demnach gab es keine karthagische Besatzung in Messana, als römische Truppen dort eintrafen.

### Senat, Konsuln und Volksversammlung als politische Akteure Roms
Polybios zufolge kam die römische Entscheidung, das Hilfeersuchen anzunehmen und auf Sizilien zu intervenieren, auf ungewöhnliche Weise zustande. Der Senat habe lange und ergebnislos diskutiert. 

„Das Volk aber, durch die vorangegangenen Kriege ruiniert … entschied, (den Mamertinern) zu helfen, zum einen wegen der Vorteile, die ein Krieg … für das Gemeinwohl hatte, aber auch, weil die Konsuln jedem Einzelnen sicheren und großen Gewinn versprachen.“

Historiker interpretieren diese Passage unterschiedlich. Für Klaus Zimmermann war der Senat der politische Akteur, der über eine Intervention auf Sizilien zu entscheiden hatte, und wenn Rom intervenierte, so war eine Mehrheit im Senat dafür. Die (von der kriegskritischen Minderheit im Senat betonte) juristische Fragwürdigkeit dieser militärischen Unternehmung sei der Grund, warum die Volksversammlung ins Spiel gebracht wurde:
- Entweder habe der Senat eine entsprechend präparierte Volksversammlung den Krieg beschließen lassen.
- Oder der römische Historiker Quintus Fabius Pictor habe angesichts des verlustreichen Krieges die Verantwortung dafür der Plebs und ihrem Wunsch, Beute zu machen, zugeschoben; eine Darstellung, der Polybios unkritisch folgte.

Bruno Bleckmann hält es dagegen für historisch, dass dem Senat eine Intervention in Sizilien widerstrebte. Er rekonstruiert die politischen Abläufe folgendermaßen: Die beiden Konsuln, und hier besonders Appius Claudius Caudex, setzten gegen den Senat mit Hilfe der Volksversammlung durch, dass Rom das Hilfegesuch der Mamertiner annahm. Der zweite Konsul Marcus Fulvius Flaccus belagerte nämlich Volsinii, und Appius Claudius suchte für sich ein ebenso prestige- und beuteträchtiges Kommando. Die Volksversammlung – so lasse sich vermuten – setzte 264 fest, dass die Mamertiner-Hilfe die Amtsaufgabe (provincia) eines der beiden Konsuln sei. Dass der Senat zögerte, sei verständlich, weil ein großer Teil der römischen Armee in der Belagerung von Volsinii gebunden war.
Das Streben der Konsuln nach Prestige, ein wiederkehrendes Motiv im weiteren Kriegsverlauf, ist eine Folge des politischen Systems der (mittleren) Römischen Republik, die als „Meritokratie“ gekennzeichnet werden kann: Herrschaft wird begründet durch Verdienste. Die Konsuln handelten nach Karl-Joachim Hölkeskamp nicht aus persönlicher Eitelkeit, sondern als Repräsentanten ihrer Familie; sie zehrten von den Verdiensten der Vorfahren, die ihnen quasi als „Kredit“ zugerechnet wurden, aber es wurde erwartet, dass sie durch eigene Großtaten zum Prestige ihrer Familie beitrugen. Ein guter Name konnte verblassen, wenn das „symbolische Kapital“ nicht durch zählbare Ehrungen erneuert wurde. Um diese Ehrungen konkurrierten die Angehörigen der politischen Führungsschicht (Nobilität).
Hans-Joachim Gehrke weist darauf hin, dass bei einem Triumph nicht nur der Triumphator und die beteiligten Soldaten gefeiert wurden, sondern die gesamte Gesellschaft sich selbst feierte und sich religiös vergewisserte, dass Roms Kriege immer siegreich endeten. Das sei für die Bevölkerung ein starkes Motiv gewesen, den Krieg auch nach schweren Niederlagen weiterzuführen, weil man schon antizipierte, dass Rom am Ende triumphieren würde.

### Antike Kriegsschuld-Diskussion
Eberhard Ruschenbusch fragt hinter den Bericht des Polybius zurück, wie seine beiden Gewährsleute Quintus Fabius Pictor und Philinos die Kriegsschuldfrage bewerten. Er betont, dass die Schuldfrage sich für antikes Verständnis nicht daran entschied, wie die römische Intervention auf Sizilien im Detail ablief, sondern, ob sie grundsätzlich legitim war. Philinos erhob gegen Rom demnach einen doppelten Vorwurf: Die Überquerung der Straße von Messina war Vertragsbruch, denn Sizilien war vertraglich als Interessensphäre Karthagos festgelegt, und (ein Nebenargument) die römische Hilfe für den mamertinischen Räuberstaat war unmoralisch. Fabius bestritt nicht die Echtheit des Philinos-Vertrages, so Ruschenbusch, sondern behauptete, Karthago habe den Vertrag zuerst gebrochen und Rom sei deshalb nicht mehr durch den Vertrag gebunden gewesen. Gegen das moralische Argument des Philinos setzte Fabius das strategische Argument, dass Rom durch die angebliche Expansion Karthagos in seiner Existenz bedroht gewesen sei und deshalb eine Kontrolle Karthagos über ganz Sizilien verhindern musste.
Aus diesen Überlegungen folgt für Ruschenbusch: Es gab kein Interesse, die Kriegsschuld über die Beschreibung der militärischen Aktionen zu klären. Die Schilderung des Kriegsverlaufs sei vielmehr in den Vorlagen aller antiken Autoren (Dio-Zonaras, Polybios, Diodor) in groben Zügen, nicht in den Details, einheitlich gewesen. Während Dio-Zonaras einen in sich stimmigen Ablauf biete, habe Polybios den Verlauf des Ersten Punischen Krieges, der in seinem Geschichtswerk nur ein Nebenthema gewesen sei, so stark gestrafft, dass seine Darstellung missverständlich sei. Hier helfe der Vergleich mit Dio-Zonaras und Diodor.

### Römischer Expansionismus
Polybios folgte seiner Quelle Quintus Fabius Pictor und stellte Karthago am Vorabend des Ersten Punischen Krieges als eine Bedrohung für Rom dar. Ein eigentlich defensiv eingestelltes Rom wehrte sich demnach mit einem Präventivschlag gegen die Einkreisung durch Karthago. Aber weder beherrschten die Karthager im Jahr 264, wie Polybios an dieser Stelle behauptet, weite Teile der Iberischen Halbinsel, noch kontrollierten sie fast ganz Sizilien. Die Iberische Halbinsel war vielmehr eine Region, in der Karthago nach der Niederlage im Ersten Punischen Krieg expandierte, um einen Ausgleich für den Verlust von Sizilien und Sardinien zu schaffen. Dass Karthago am Vorabend des Ersten Punischen Krieges sowohl das Territorium des modernen Spanien als auch Sizilien zu einem großen Teil kontrolliert hätte, ist daher eine anachronistische Kombination von Territorien, die Karthago zu unterschiedlichen Zeiten beherrschte. Die karthagische Politik gab dem Senat von Rom auch keinen Grund, sich bedroht zu fühlen, im Gegenteil signalisierte Karthago, dass es die römische Machterweiterung in Unteritalien akzeptierte.
Bruno Bleckmann sieht Rom nach der Eroberung Unteritaliens in einer Expansionsbewegung, die eine Eigendynamik entfaltete; dass diese Ausdehnung von Unteritalien auf Sizilien übergriff und nicht zum Beispiel nach Oberitalien, sei teils durch historischen Zufall, teils durch die Erwartung reicher Beute zu erklären. Das Eingreifen zugunsten der Mamertiner könnte als lokal begrenzte militärische Maßnahme ohne großes Risiko erschienen sein.
Auch Klaus Zimmermann sieht einen römischen Expansionismus als Kriegsursache, da Kriegserfolge der Oberschicht „Karrierebausteine“, dem einfachen Soldaten Beute brachten. Rom wollte aber gerechte Kriege führen und dem Kriegsgegner die Verantwortung für seine eigene Niederlage und daraus entstehende Folgen zuschreiben.

## Die militärischen Auseinandersetzungen

### Von der Auseinandersetzung um Messana bis zur Seeschlacht von Mylae (264–260 v. Chr.)

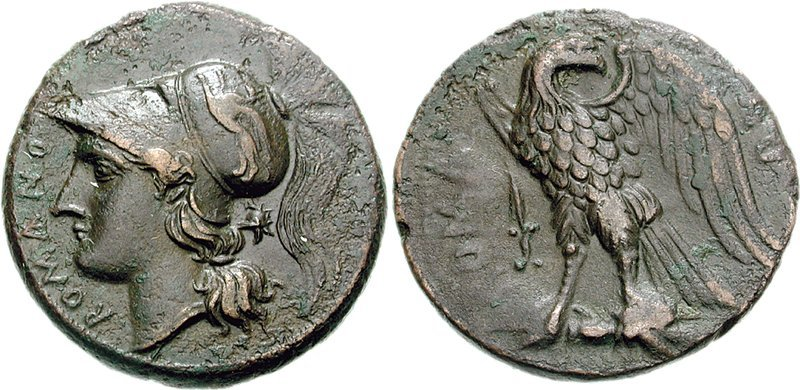
Eine 264 v. Chr. geprägte Didrachme der Münzstätte Messana zeigt auf der Vorderseite Minerva mit korinthischem Helm, auf der Rückseite einen Adler auf Blitzbündel, daneben ein Schwert, und auf der Vorder- wie Rückseite die Inschrift ROMANO[RVM], „den Römern gehörig.“

Polybios zufolge war während der Entscheidungsfindung in Rom die von Karthago entsandte Besatzung bereits in Messana eingetroffen. An deren Abzug, kurz vor dem Eintreffen der römischen Legionen, sei die römische Seite allerdings unbeteiligt gewesen: 

„Die Mamertiner aber vertrieben den karthagischen Befehlshaber, der bereits im Besitz der Burg war, teils durch Einschüchterung, teils durch List, riefen Appius herbei und übergaben ihm die Stadt.“

Klaus Zimmermann folgt Dio-Zonaras gegen Polybios und rekonstruiert die römische Einnahme Messanas als erfolgreichen Coup eines Vorauskommandos: Der Militärtribun Gaius Claudius berief in Messana eine Volksversammlung ein, d. h. Rom trat als Vermittler im Konflikt mit Syrakus auf. Der karthagische Kommandant Hanno nahm daran teil, und als er die Forderungen nicht erfüllen wollte, wurde er von römischer Seite gefangen gesetzt. Mit diesem Druckmittel erzwang das römische Vorauskommando, dass die karthagische Besatzung Messana verließ. Die Karthager forderten durch einen Herold den Rückzug der Römer aus Messana; und als das Ultimatum verstrich, begann die karthagische Belagerung der Stadt.
Ein anderes Szenario entwickeln Dieter Flach und Christine Schraven: Es gab keine karthagische Besatzung in Messana zum Zeitpunkt der römischen Beschlussfassung, aber während ein römisches Vorauskommando unter dem Militärtribunen Gaius Claudius nach Messana unterwegs war, überschlugen sich dort die Ereignisse: Syrakusische Truppen waren im Begriff, Messana zu erobern, und in höchster Not kam eine gerade in der Nähe befindliche karthagische Flotte den Mamertinern zur Hilfe. Claudius musste nun improvisieren und entschied sich, die karthagische Garnison als Besatzungstruppe aus Messana zu vertreiben, was ihm gelang.

#### Von Messana nach Syrakus

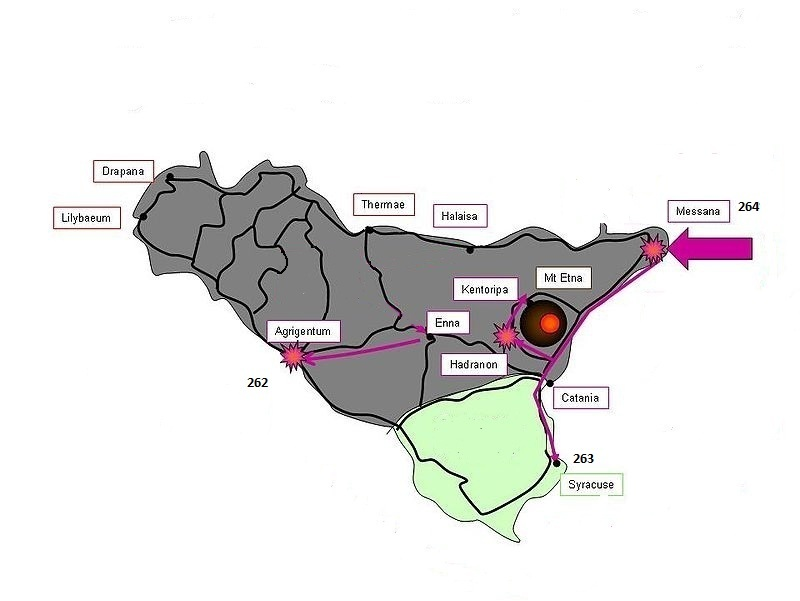
Kriegsschauplatz Sizilien 264–260 (grau: Karthago, grün: Syrakus, magenta: Rom)

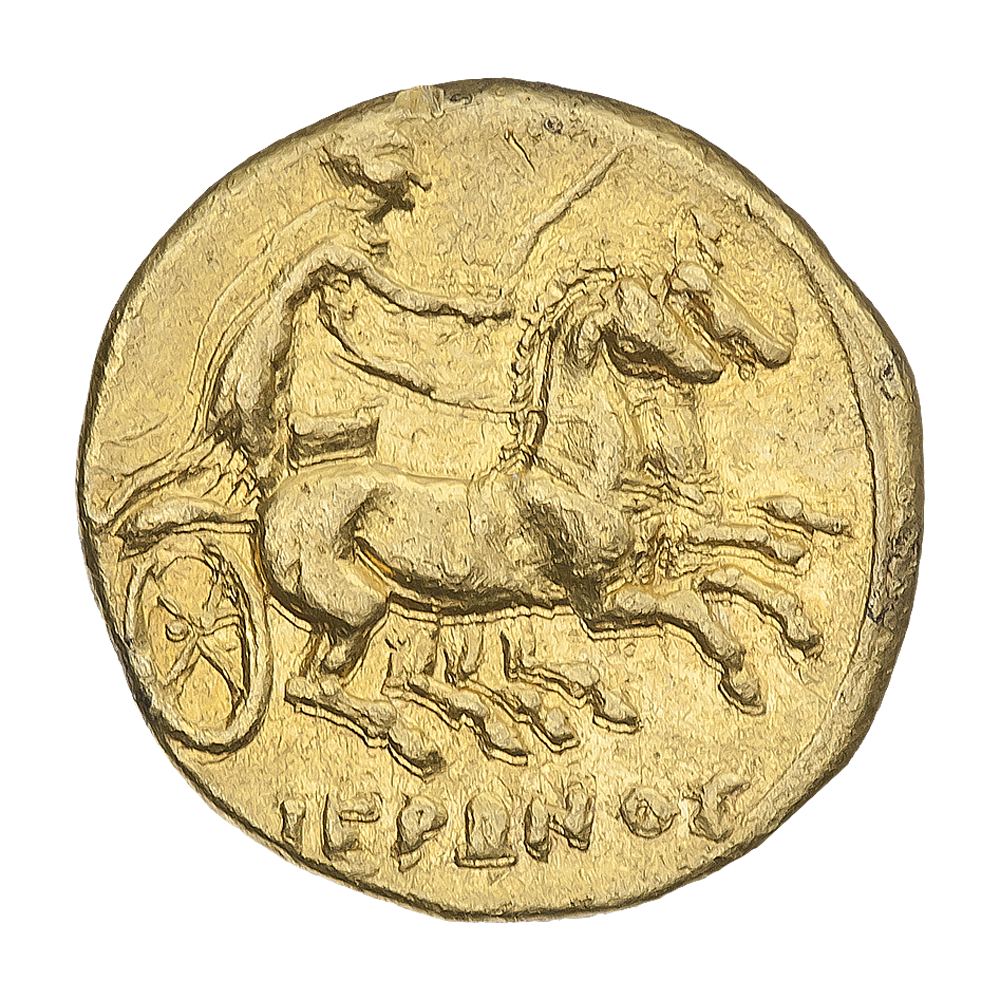
Münzprägung Hierons II. mit Darstellung eines syrakusischen Streitwagens

Appius Claudius Caudex rückte daraufhin mit einem Zweilegionenheer auf Rhegion vor, um das belagerte Messana zu entsetzen. Syrakus und Karthago taten sich (für die römische Seite überraschend) zusammen, um ein römisches Vordringen nach Sizilien zu verhindern. In der Nacht setzten die Legionen mit einer eilig zusammengebrachten Flotte nach Sizilien über. Claudius machte sich zunutze, dass die neuen Verbündeten getrennt operierten und konnte deren Belagerungsring um Messana sprengen. Hieron hatte wohl keine schweren Verluste erlitten, zog sich aber aus strategischen Überlegungen mit seinen Truppen in die Berge und dann bis nach Syrakus zurück.
Für die römischen Kämpfe mit den Karthagern ist die Darstellung von Dio-Zonaras gegenüber Polybios vorzuziehen. Demnach verschanzten sich die Karthager auf einer Halbinsel nahe Messana. Da sie von der eigenen Flotte versorgt wurden, konnten sie nicht ausgehungert werden, und einen Sturmangriff wagte Claudius nicht. Sein befristetes Kommando lief in wenigen Monaten aus, ohne dass er einen klaren Sieg und Beute gewonnen hätte. Er entschied sich deshalb zu einem schnellen Vorstoß auf Syrakus, obwohl er gegnerische Truppen im Rücken hatte. Syrakus war stark befestigt und konnte mehrere römische Angriffe abwehren. Claudius’ riskantes Vorgehen scheint auf Einschüchterung der Syrakuser gerichtet gewesen zu sein, um entweder mit Hieron oder mit der Oppositionspartei einen Friedensschluss zu erreichen. Hieron gelang es, die Römer hinzuhalten, und Claudius zog sich ins Winterlager nach Rhegion zurück, womit seine Amtszeit endete.
Claudius hatte auf Sizilien Erfolge vorzuweisen, die allerdings keinen Triumph rechtfertigten, und insgesamt hinterließ er eine ungeklärte Situation. Die Konsuln des folgenden Jahres, Manius Valerius Maximus Messalla und Manius Otacilius Crassus, wurden mit zwei konsularischen Armeen bzw. vier Legionen nach Sizilien entsandt: 18.000 Mann, verstärkt durch Hilfstruppen der Bundesgenossen. Sie stießen auf wenig Widerstand. Im Nordosten der Insel ergaben sich die meisten Städte kampflos der römischen Übermacht. Valerius und Otacilius agierten teils gemeinsam, teils aber auch unabhängig voneinander (schon aus Gründen der leichteren Truppenversorgung); Valerius gelang es, die nahe Messana verschanzten Karthager zu vertreiben und damit die Stadt zu befreien, was ihm den Titel Messalla eintrug. Hieron II. war durch die römischen Erfolge so in die Defensive geraten, dass er einen Friedensschluss anbot. Auf römischer Seite wurde erkannt, welchen Vorteil eine eigene Nachschubbasis auf Sizilien im Krieg mit Karthago bot, und so erhielt Hieron moderate Bedingungen: Er hatte seine römischen Gefangenen freizulassen und 100 Talente zu zahlen, davon 25 sofort. Dafür erhielt er den Status eines Freundes und Bundesgenossen und blieb Herrscher über Syrakus und einige syrakusische Städte im Osten Siziliens. Er musste die Städte abtreten, die er von den Mamertinern erobert hatte, und sie wurden von Rom wahrscheinlich in ein amicitia-Verhältnis aufgenommen. So entwickelte sich ein Beziehungsnetz zwischen sizilischen Städten und Rom, das neues Konfliktpotential mit Karthago bot: Es ging nicht mehr nur um Messana.
Valerius stieß nun in den karthagischen Westteil von Sizilien vor, wo mehrere Städte sich ergaben oder erobert wurden (besonders wichtig: Segesta), ehe sich die Konsuln ins Winterquartier zurückzogen. Bleckmann und Zimmermann meinen, der Feldzug im Westteil der Insel hätte die Grundlage für die Eskalation des Krieges gelegt. Beispielsweise sei Rom nun Schutzmacht Segestas gewesen und hätte die Stadt nicht einer karthagischen Strafaktion überlassen. Ganz anders urteilt Hans-Joachim Gehrke: Der Feldzug in die karthagische Epikratie im Westen Siziliens sei eine Machtdemonstration, ein Beutezug, nicht der Auftakt eines längerfristigen Engagements dort gewesen. Aus römischer Sicht sei der Krieg mit dem Triumph des Valerius siegreich beendet gewesen. „Aber genau an diesem Punkt wurden ihre Intentionen von der Wirklichkeit überrollt.“ Der Versuch, Karthago einzuschüchtern, wirkte kontraproduktiv. Denn Karthago war nicht bereit, die römische Präsenz auf Sizilien zu akzeptieren, und rüstete auf. Rom intensivierte als Reaktion seine Kriegführung, und der Krieg eskalierte.

#### Römische Eroberung von Agrigent

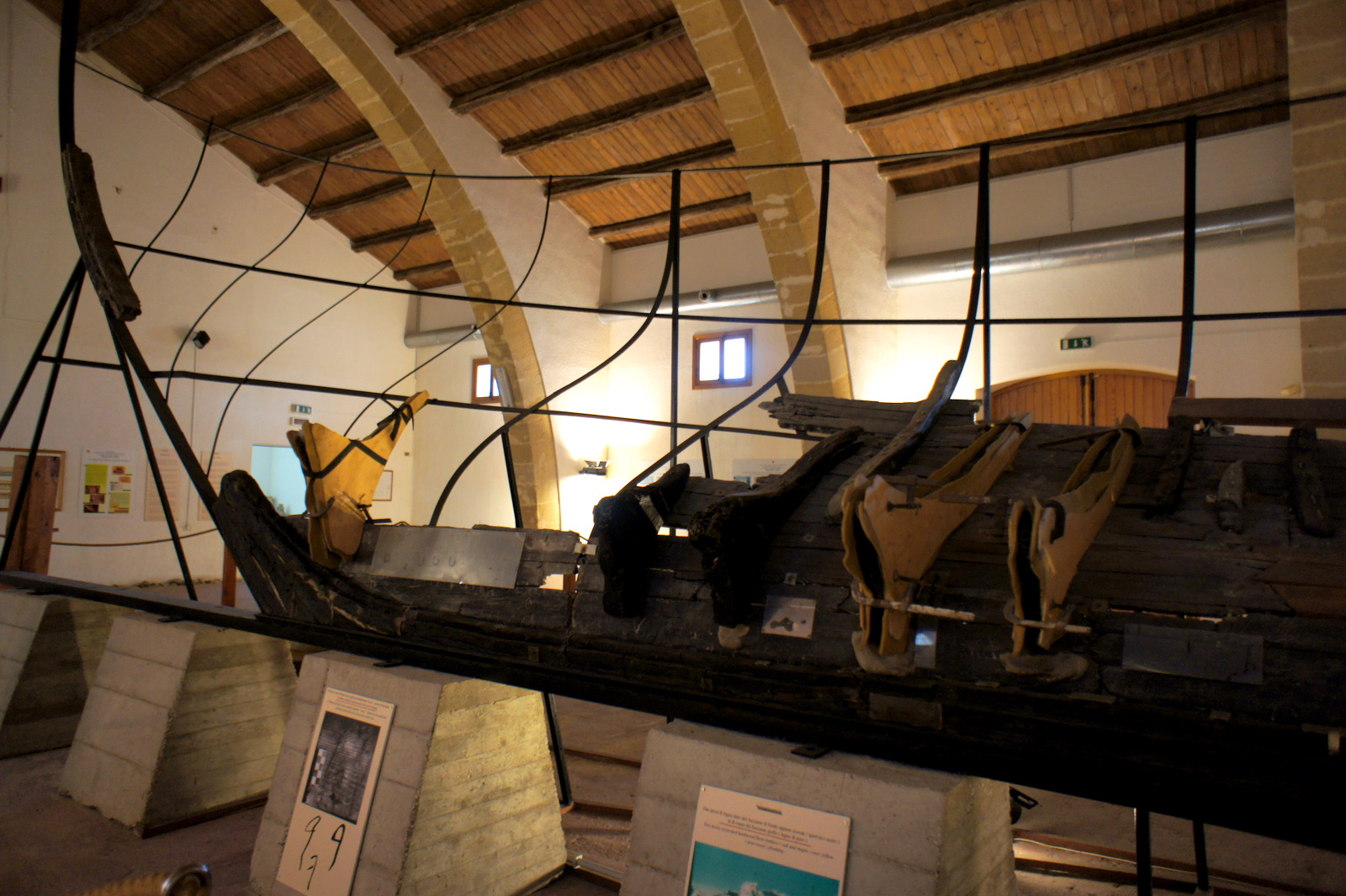
Das 1971 nahe den Aegadischen Inseln gefundene Wrack von Marsala (Museo archeologico Baglio Anselmi, Marsala)

So setzte sich das römische Engagement auf Sizilien auch ins Jahr 262 hinein fort. Während Polybios schreibt, dass dort zwei Legionen kämpften, ist dies nach Bleckmann unwahrscheinlich, da beide Konsuln auf Sizilien militärisch aktiv waren; auch der Kampfverlauf macht wahrscheinlich, dass ein Vierlegionenheer ausgehoben wurde. Der Anlass dafür war, dass Karthago die griechische Stadt Agrigent (Akragas) an der sizilischen Südküste als Operationsbasis ausgewählt hatte, um von hier aus der römischen Expansion auf Sizilien entgegenzutreten. Nach Polybios zogen die Karthager dort Söldnertruppen aus Ligurien, Gallia Cisalpina und Spanien zusammen, Dio-Zonaras ergänzt das Bild durch die Information, dass eine karthagische Flotte nach Sardinien entsandt worden sei, um römische Truppen zur Verteidigung Italiens zu binden. Den beiden Konsuln gelang es, das von Hannibal Gisko verteidigte Agrigent einzuschließen und auch vom Hafen abzuschneiden. Römische Vorräte wurden in Herbessos gelagert und somit das Aushungern von Agrigent vorbereitet. Karthago schickte ein Entsatzheer unter Hanno, das das Vorratslager in Herbessos zerstörte und die vom Hunger geschwächte römische Armee angriff. Die hielt allerdings stand. Hieron, der abgewartet hatte, wie sich die militärische Situation entwickelte, unterstützte Rom nun logistisch. Ein zweiter Angriff Hannos konnte abgewehrt und das Entsatzheer nach Heraklea zurückgedrängt werden (Schlacht von Agrigent). Daraufhin brach Hannibal Gisko mit einem Teil der Garnison aus dem belagerten Agrigent aus und floh; er überließ die Stadt der Plünderung durch die Römer. Sie verkauften alle Einwohner in die Sklaverei; damit wurde ein Exempel statuiert. Anschließend zog sich die römische Armee ins Winterlager nach Messana zurück.
Polybios schreibt, dass die Römer von nun an planten, Karthago völlig von Sizilien zu vertreiben. In der Tat waren alle römischen Geländegewinne ungesichert, solange Karthago noch einen Stützpunkt auf der Insel hatte; das hatten die bisherigen punisch-griechischen Konflikte gezeigt. Die Konsuln des Jahres 261 versuchten, eine sizilische Stadt nach der anderen zu erobern, dieser Landkrieg brachte jedoch keinen deutlichen Fortschritt. Als die Konsuln sich ins Winterquartier zurückzogen, verblieb nur eine römische Garnison in Segesta. Der karthagische Feldherr Hamilkar nutzte die strategische Schwäche der römischen Kriegführung im Winter 261/60, um sizilische Städte zurückzugewinnen und mit seiner Flotte Angriffe auf die italische Küste auszuführen. Sein Söldnerheer kämpfte im Gegensatz zur römischen Miliz nicht in saisonalen Zyklen. Zonaras zufolge führte diese Erfahrung im folgenden Jahr zu einer radikalen Neuorientierung der römischen Strategie. Der Senat beschloss kurzfristig in Reaktion auf die karthagischen Angriffe des Winters 261/60 den Bau einer Flotte. Man brauchte Schiffe, um eigene Truppen nach Messana oder Syrakus zu bringen und einen karthagischen Angriff auf einen solchen Truppentransport abzuwehren; die improvisierte und riskante Überquerung der Straße von Messina bei Kriegsbeginn sollte sich nicht wiederholen. Möglicherweise studierten die römischen Schiffsbauer das Wrack eines gekenterten phönizischen Schiffes und nutzten es als Modell. Das punische Wrack von Marsala zeigt, was es hier zu lernen gab. Anscheinend markierten die Punier die Planken des Schiffs, so dass es sich wie ein Baukasten zusammensetzen ließ; dies erleichterte den römischen Nachbau.
Es ist aber auch möglich, dass Polybios die Unerfahrenheit der Römer übertrieb. Boris Rankov erwägt, dass Rom schon bei Kriegsbeginn eine Flotte besessen habe und nicht vollständig auf seine „seefahrenden Verbündeten“ (socii navales) angewiesen gewesen sei. Diese These vertritt der Militärhistoriker Yann Le Bohec dezidiert: sowohl Diodor als auch Polybios verdichteten die angebliche maritime Ahnungslosigkeit der Römer vor dem Punischen Krieg zu Anekdoten, und die späteren römischen Erfolge im Seekrieg erscheinen bei diesen antiken Autoren dann als Wunder. Le Bohec zufolge hätte Rom ohne Kriegsschiffe nicht einen Großteil der Italischen Halbinsel beherrschen können, denn dazu musste Rom imstande sein, die langen Küstenlinien zu schützen. Wenn in den Verträgen Roms mit Karthago von römischen Handelsschiffen die Rede ist, die Sizilien oder Karthago anfahren, so folge daraus: wer solche Handelsschiffe hat, der hat auch Kriegsschiffe. Im Jahr 261 beschloss der römische Senat demnach nicht den Bau einer neuen Flotte, sondern den Bau einer wesentlich vergrößerten Kriegsflotte.
Die römische Unterschicht stellte (neben den Verbündeten) ein großes Kontingent der Ruderer, und im weiteren Verlauf wurden nach Flottenverlusten die Ruderer immer wieder aus der Unterschicht ergänzt. Die römische Unterschicht wurde im Seekrieg viel stärker als beim bisherigen Landkrieg belastet. Im Gegensatz zu Athen setzte Rom bei der Rekrutierung von Rudermannschaften entweder auf Zwang oder auf Bezahlung, aber nie auf Partizipation.

#### Konsulat des Gaius Duilius

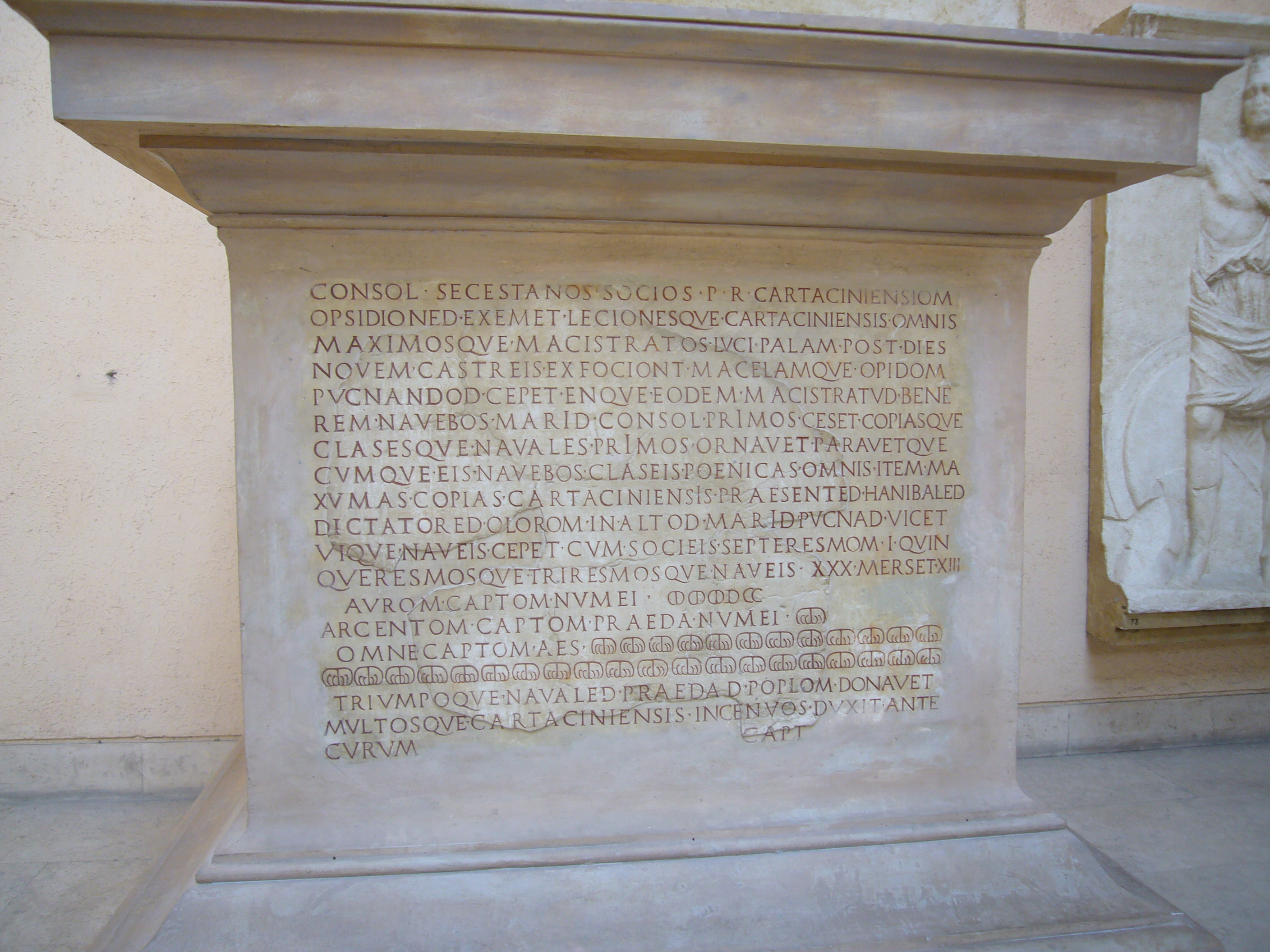
Inschrift auf der Säulenbasis der zu Ehren des Duilius in Rom errichteten Columna rostrata (Rekonstruktion, Museo della Civiltà Romana)

Polybios zufolge war einer der beiden Konsuln, Gaius Duilius, mit dem Landkrieg auf Sizilien beauftragt worden, der andere Konsul Gnaeus Cornelius Scipio Asina dagegen in Italien mit dem Flottenbau (20 Trieren und 100 Penteren) und dem Training der Ruderer. Scipio sei dann mit seinem Vorauskommando von 17 Schiffen nach Messana übergesetzt und beim Versuch, die Insel Lipara zu erobern, in karthagische Gefangenschaft geraten. Ganz anders stellt Dio-Zonaras die Aufgabenverteilung dar. Demnach hatte Duilius von Anfang an das Flottenkommando und war in Italien mit dem Schiffsbau und Training der Mannschaften beschäftigt; Scipio dagegen war mit dem Landkrieg beauftragt und hatte ein kleines Flottenkontingent zur Unterstützung. Damit versuchte er in Überschreitung seiner Kompetenzen, die Insel Lipara im Handstreich einzunehmen, und geriet in Gefangenschaft. Die Römer waren daraufhin überall in der Defensive, und Duilius eilte zum sizilischen Kriegsschauplatz.
Über diese Ereignisse berichtet das ausführlichste epigraphische Dokument des Ersten Punischen Krieges, die Duilius-Inschrift, die freilich aus der Zeit des Augustus stammt und, falls authentisch, eine Abschrift eines zeitgenössischen Denkmals für den Sieger von Mylae darstellt. Der Inschrift zufolge hatte Duilius die Flotte gebaut und ausgerüstet; sein Verdienst war also die Ausstattung der römischen Flotte mit Enterbrücken (sogenannten Corvi). Die bisherige Praxis während einer Seeschlacht war, dass die Schiffe sich gegenseitig mit einem Rammsporn zu versenken suchten. Durch geschickte Wendemanöver, die eine erfahrene Mannschaft voraussetzten, brachte man das Schiff in eine geeignete Position, um mit dem eigenen Bug das gegnerische Schiff mittig zu beschädigen. „Der Augenblick, in dem der Angreifer beim Rammstoß seine Distanz aufgab, war mithin die Chance für die … Römer. Gelang es, das feindliche Schiff in diesem Moment zu fixieren, so war es mit dessen Beweglichkeit vorbei“ und die an Bord befindlichen Legionssoldaten zwangen der gegnerischen Besatzung beim Entern einen Nahkampf auf, in dem sie unterlegen war. Die Enterbrücken verwandelten den Seekrieg in einen „Landkrieg“. Yann Le Bohec relativiert diese Bewertung: einerseits besaßen die Karthager durchaus Erfahrung im Landkrieg, andererseits ließen sich Taktiken der römischen Infanterie beim Entern eines Schiffes nicht wirklich einsetzen. Die römischen Schiffe wurden so gebaut, dass sie eine größere Besatzung als ihre punischen Gegner aufnehmen konnten. Das war beim Entern ein Vorteil.
Der Konsul Gaius Duilius traf bei Mylae auf die Flotte des Hannibal Gisko. Wegen der römischen Unerfahrenheit im Seekrieg gingen die Karthager unbedacht vor und erlitten durch die neue Taktik der Enterbrücken schwere Verluste. Die Römer enterten 30 Schiffe, darunter die Heptere Hannibals. Dieser entkam knapp einer Gefangennahme. Nach Klaus Zimmermann war der strategische Wert dieses römischen Sieges nicht allzu hoch, und Karthago konnte die verlorenen Schiffe schnell ersetzen. Aber die psychologische Wirkung war erheblich. Das neue Selbstbewusstsein Roms als Seemacht kommt im Siegesdenkmal, der Columna rostrata auf dem Forum zum Ausdruck.

### Von der Schlacht von Mylae bis zum Abzug Roms aus Afrika (260–255 v. Chr.)

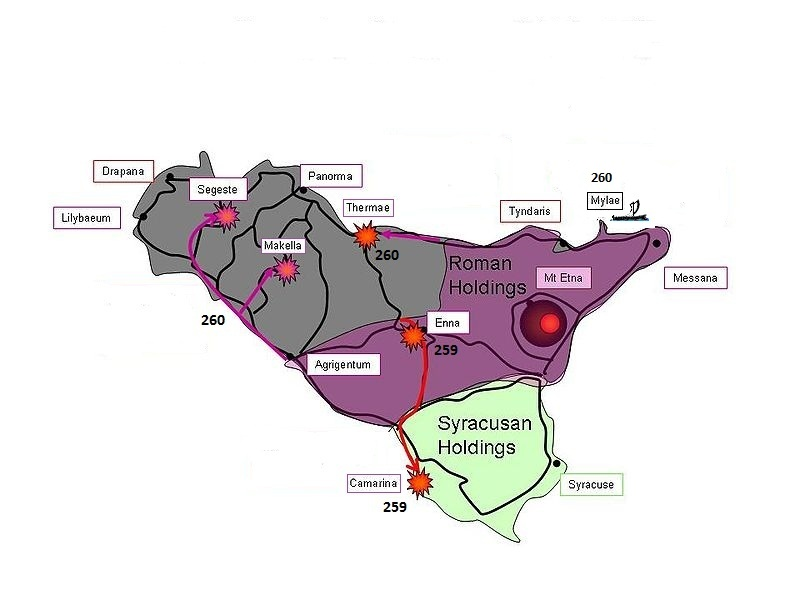
Kriegsschauplatz Sizilien 260–259

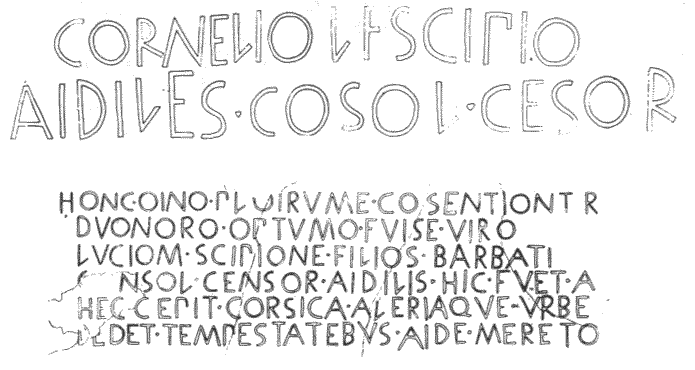
Elogium für Lucius Cornelius Scipio im Grab der Scipionen an der Via Appia

Dies Detailkarte nach Lazenby zeigt die Chronologie der Ereignisse.
1 Römische Landung und Eroberung von Apsis (256 v. Chr.); 2 Römischer Sieg bei Adys (256 v. Chr.); 3 Römer belagerten Tunis (256 v. Chr.); 4 Xanthippus brach mit einer großen Armee von Karthago auf, um den römischen Legionen entgegenzutreten (255 v. Chr.); 5 Schlacht von Tunes. Die Römer wurden am Fluss Bagradas besiegt. Konsul Atilius Regulus wurde gefangen genommen (255 v. Chr.); 6 Römer zogen sich nach Apsis zurück und verließen Nordafrika. Die meisten von ihnen starben in einem Sturm (254 v. Chr.)

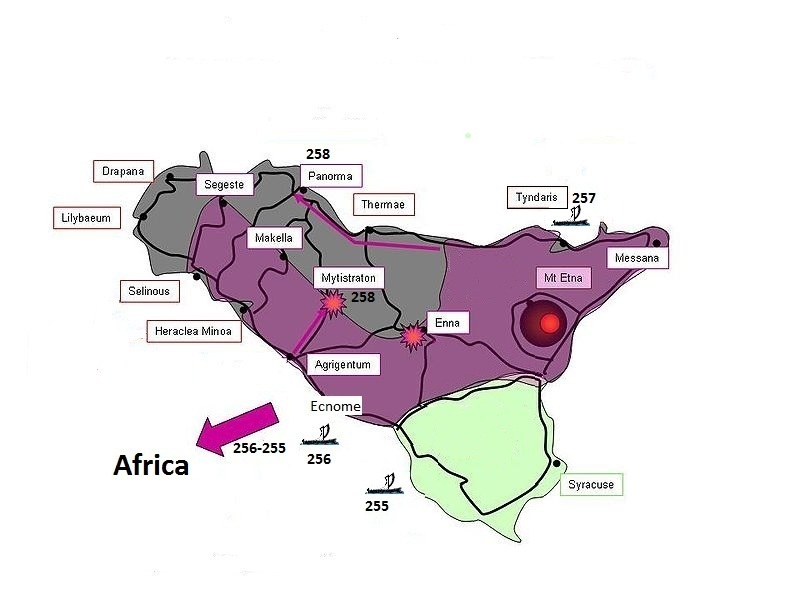
Kriegsschauplatz Sizilien 258–256

Ein weitgehend auf Sizilien begrenzter Landkrieg hatte sich nun zum Flottenkrieg ausgeweitet; damit war eine neue Stufe der Eskalation erreicht. Die folgenden drei Kriegsjahre von 259 bis 257 wurden von Polybios aber relativ knapp abgehandelt, was den Eindruck erweckt, dass die römische Kriegführung stagnierte, sei es, dass die unerfahrenen römischen Seeleute aufwändig trainiert wurden und die öffentliche Meinung für das große Projekt einer Expedition nach Afrika gewonnen werden musste (Johannes Hendrik Thiel), sei es, dass die römische Strategie rein defensiv gewesen sei (John Francis Lazenby). Es gibt aber auch bei Polybios Hinweise dafür, dass sich auf römischer Seite das bisherige Muster fortsetzte: eine aggressive, expansive Außenpolitik ohne längerfristige Strategie, hauptsächlich getragen vom Ehrgeiz der Konsuln, in ihrer Amtszeit möglichst viel Prestige zu gewinnen und daher auch leichtsinnig.
Hamilkar nutzte den Winter 260/259, um die römischen Geländegewinne auf Sizilien rückgängig zu machen. Er eroberte einige Städte, darunter Kamarina, und schlug einen Teil der im Winterlager befindlichen römischen Truppen bei Therma. Einer der beiden Konsuln von 259, Aquillius Florus, erhielt daher die unattraktive Aufgabe eines Landkriegs auf Sizilien. Zwar konnte er nicht verhindern, dass Hamilkar Drepana (Trapani am Fuß des Berges Eryx) befestigte und damit einen neuen karthagischen Stützpunkt nach dem Verlust von Agrigent schuf, aber er verteidigte die römischen Stellungen und erhielt eine zweite Amtszeit, um erneute karthagische Vorstöße während des Winters zu verhindern.
Der Konsul Lucius Cornelius Scipio erhielt das Oberkommando über die römische Flotte. Er vermied eine Begegnung mit der immer noch überlegenen Flotte Karthagos und verfolgte ein Projekt, das ihm maximales Prestige bringen konnte: die Eroberung neuen Terrains. Er setzte 259 v. Chr. von Ostia oder von Cosa aus nach Korsika über, eine Insel mit relativ schwacher karthagischer Präsenz, und eroberte Aleria. Dies sollte die Basis für Vorstöße auf die von den Karthagern kontrollierte Insel Sardinien sein. Strategisch war Sardinien in mehrfacher Hinsicht interessant: Von hier aus konnte Karthago Vorstöße nach Mittelitalien unternehmen. Sardinien stellte außerdem für Karthago Soldaten und lieferte Getreide. Zonaras schreibt, dass Scipio bei der Überfahrt nach Sardinien auf eine zahlenmäßig unterlegene punische Flotte stieß, die sich aber in Sicherheit brachte, ohne dass Scipio aus der Situation einen Vorteil ziehen konnte. Nach Bruno Bleckmann sind Berichte über Geländegewinne Scipios auf Sardinien als späte Erfindungen oder Verwechslungen zu beurteilen, vielmehr sei Scipio bei Olbia gelandet, dann aber unverrichteter Dinge nach Italien zurückgekehrt, weil er zu wenige Fußsoldaten für eine Expedition ins Innere der Insel hatte. Diese von Zonaras gebotene Version stimmt mit einem (postumen) Elogium des Scipio überein, das als seine großen Taten die Eroberung Alesias, weitere Erfolge auf Korsika und das Überstehen eines Seesturms hervorhebt.
258 v. Chr. befehligten die beiden Konsuln des Jahres die Truppen auf Sizilien – so die Darstellung des Polybios. Wieder ist nach Bleckmann Zonaras vorzuziehen, der durch eine weitere Quelle, die Fasti triumphales, bestätigt wird: Demnach leitete Aulus Atilius Caiatinus eine großangelegte Offensive innerhalb des sizilischen Landkriegs, die Landgewinne in Zentralsizilien erzielte, aber übereilt erfolgte. Wohl deshalb geriet Atilius bei Kamarina in Bedrängnis und musste durch Calpurnius Flamma gerettet werden. Hier an der Südküste wartete das Atilius zugeteilte Flottenkontingent, mit dem er zu einer prestigeträchtigen Expedition aufbrach: dem Angriff auf Lipara. Dass seine Belagerung erfolglos war, geht daraus hervor, dass Lipara später weiterhin von den Karthagern als Flottenbasis genutzt wurde. Die Informationen bei Zonaras und in den Fasti triumphales lassen sich folgendermaßen kombinieren: Atilius’ Mitkonsul Gaius Sulpicius Paterculus eroberte Sardinien schnell und leicht. Dadurch ermutigt, wagte er eine Überfahrt nach Afrika. In dichtem Nebel begegnete er der von Hannibal Gisko geführten karthagischen Flotte, versenkte einige Schiffe, worauf Hannibal mit den übrigen floh. Hannibal befahl, die Schiffe leer an der Küste zurückzulassen, da ein geeigneter Hafen fehlte, und zog sich mit den Truppen auf dem Landweg nach Sulci an der Südspitze Sardiniens zurück. Hier wurde er bei einer Meuterei getötet. Sulpicius zog nun plündernd durch Sardinien, wurde aber von Hanno besiegt.
Das wichtigste Ereignis in dem insgesamt eher ruhigen Kriegsjahr 257 v. Chr. war der römische Sieg in der Seeschlacht bei Tyndaris. Obwohl beide Konsuln beteiligt waren, wurde der Sieg dem Gaius Atilius Regulus zugeschrieben, wohl weil er das Oberkommando innehatte. Der Triumph (triumphus navalis) feierte ihn aber wahrscheinlich nicht so sehr für den Erfolg bei Tyndaris und mehr für seine darauf folgenden, reichen Beutezüge in der Straße von Sizilien, besonders die von Orosius erwähnte Plünderung von Malta. Mit den Unternehmungen in der Straße von Sizilien war die römische Flotte immer näher an die nordafrikanische Küste herangerückt, und eine Überfahrt nach Afrika war folgerichtig der nächste Schritt. Beide Konsuln des Jahres 256, Lucius Manlius Vulso Longus und Marcus Atilius Regulus, vereinigten ihre Flotten, was die zahlenmäßige Überlegenheit gegenüber jeder karthagischen Flotte garantierte.

#### Afrika-Expedition
Die Seeschlacht am Kap Ecnomus wird von Polybios sehr ausführlich, von Dio-Zonaras nur knapp dargestellt. Als Kriegsschauplatz sind mit Dio-Zonaras die Gewässer vor Heraclea anzunehmen (Polybios nennt keinen Ort; Kap Ecnomus ist eine moderne Vermutung). Polybios’ Schilderung komplexer taktischer Manöver scheint allerdings mehr einem Militärhandbuch seiner Zeit entnommen als historischer Bericht der Ereignisse von 256 zu sein, so Bleckmann. Zimmermann hingegen meint, dass Polybios Augenzeugenberichte nutzen konnte.
Nach Polybios nahmen 330 römische und 350 karthagische Kriegsschiffe an der Schlacht von Ecnomus teil; diese Zahlen seien zwar überhöht, so Zimmermann, aber auch die anzunehmende Flottengröße von je 200 bis 250 Einheiten zeige, dass beide Seiten eine Entscheidung suchten. George K. Tipps legt eine Darstellung der Seeschlacht von Kap Ecnomus vor, die möglichst nah an den Angaben des Polybios bleibt. Demnach näherte sich die römische Flotte, parallel zur Küste fahrend, in Keilformation den in einer weiten Linie nebeneinander fahrenden karthagischen Schiffen. Wenn die Konsuln ihre Kräfte so in der Mitte konzentrierten, sollte es möglich sein, durchzubrechen. Unklar ist aber, was man sich davon erhoffte. An Beweglichkeit und Schnelligkeit waren die karthagischen Schiffe überlegen. „Die Keilformation, die Polybios beschreibt, ist nur dann unwahrscheinlich, wenn wir annehmen, dass die römischen Konsuln eine klare Vorstellung von dem hatten, was sie da taten. Ihre ungeheuren Fehler, von denen dies nur der Anfang war, machen eine solche Annahme unwahrscheinlich.“ Die punischen Kriegsschiffe im Zentrum zogen sich scheinbar zurück, um den römischen Keil zur Verfolgung zu locken: ein Manöver, das Karthago im Landkrieg (Schlacht von Akragas) bereits erfolgreich angewandt hatte. Alles sah nach einem deutlichen karthagischen Sieg aus. Aber Hamilkar ging fälschlich davon aus, dass die römische Flotte ihre Formation beibehalten würde und plante entsprechend; was er nicht ahnte, war, dass die Konsuln das Tempo so beschleunigten, dass die rückwärtigen Schiffe (die Basis des Dreiecks) zurückbleiben mussten und der Keil auseinanderriss. Dadurch ging der karthagische Plan nicht auf, die angreifende römische Formation zu umschließen und dann von allen Seiten anzugreifen (wobei sich die auf engem Raum operierenden römischen Schiffe gegenseitig behindert hätten). Nun entwickelten sich gleichzeitig drei nicht miteinander koordinierte Schlachten, und in dem Chaos siegte Rom. Für Tipps ist Ecnomus ein klassisches Beispiel dafür, dass unvorhersehbare Aktionen eines unerfahrenen Gegners eine Strategie ins Leere laufen lassen können. John Francis Lazenby meint dagegen, dass die Entwicklung der Schlacht mit der Auflösung in drei Teilschlachten für die karthagischen Flottenkommandeure durchaus nach Plan verlief. Sie seien letztlich gescheitert, weil sie kein Mittel gegen die Enterbrücken fanden.
Trotz des römischen Sieges waren die beiden karthagischen Flottenkommandeure Hanno und Hamilkar weiterhin in der Lage, Operationen in den Gewässern um Sizilien durchzuführen. Daraufhin zog sich die römische Flotte nach Messana zurück, und es kam zu Friedensverhandlungen. Dass die beiden Konsuln sich darauf einließen und mit dem Senat und der Volksversammlung Rücksprache hielten, bedeutete eine Verzögerung der römischen Kriegführung und ergab nur dann Sinn, wenn auf römischer Seite ein echtes Interesse an einem Ende der Kämpfe bestand. Dies scheiterte dann aber, so Bleckmann, an den „oligarchischen Pairs“ in Rom, für die eine Fortsetzung des Krieges Chancen auf Prestigegewinn bot.

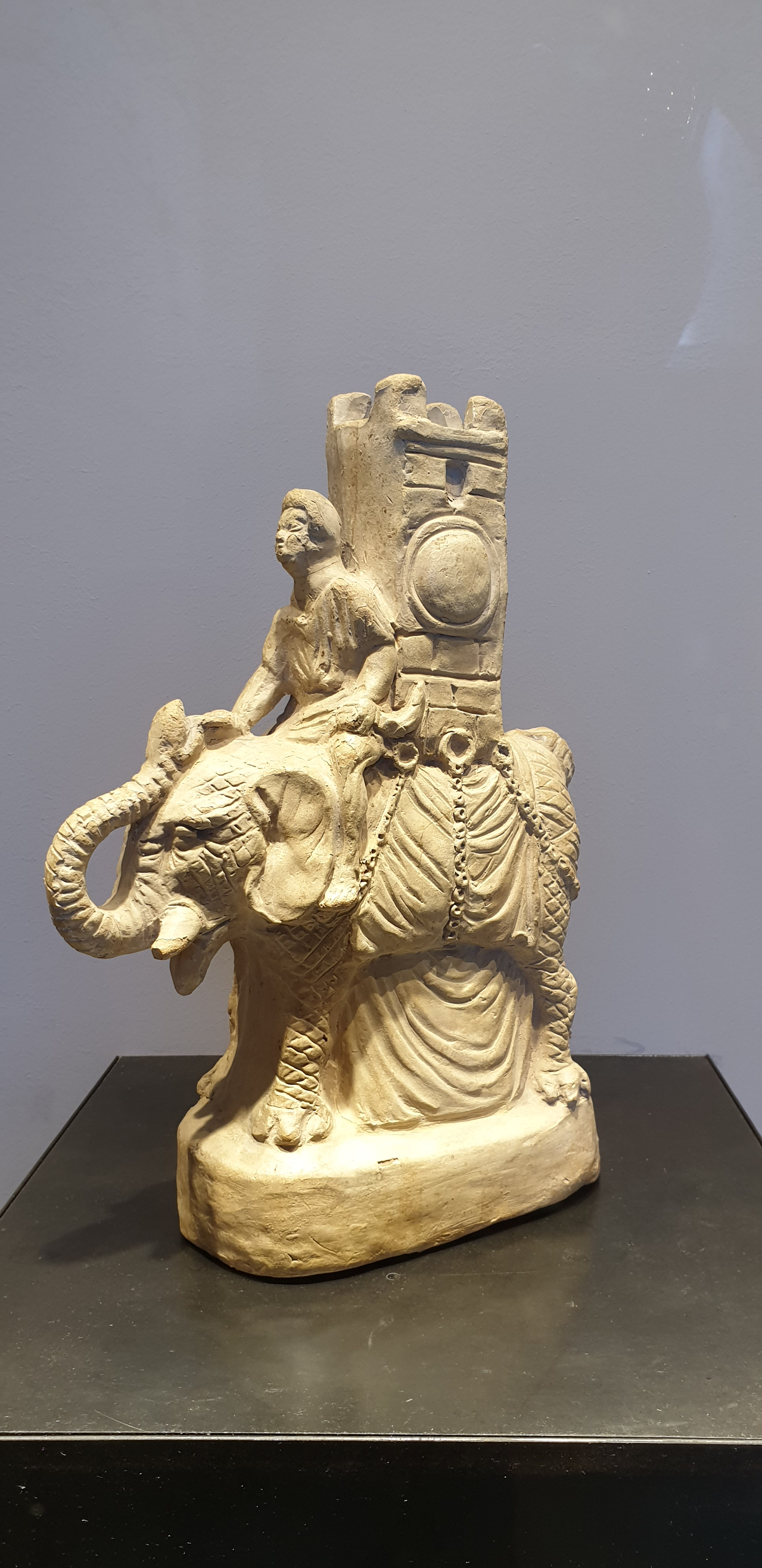
Terrakottavase in Form eines Kriegselefanten, Fundort Pompeji (Archäologisches Nationalmuseum Neapel)

Die beiden Konsuln suchten nun den Rest ihrer Amtszeit möglichst prestigebringend zu nutzen. Die Überfahrt nach Afrika war riskant, die römische Flotte wurde von Hanno eingekreist, der aber zahlenmäßig unterlegen war und darum keinen Angriff wagte. So landeten die römischen Truppen bei Aspis in Nordafrika und eroberten die Stadt. Sie sicherten den Stützpunkt, unternahmen von hier aus Plünderungen im Hinterland und befreiten viele römische Kriegsgefangene. Ein Teil des Heeres musste in Aspis überwintern, wenn man nicht all die Erfolge in Nordafrika aufgeben wollte. Verhandlungen mit dem Senat wegen einer Kommandoverlängerung führten zum Ergebnis, dass Manlius mit der Beute und einem Teil der Flotte nach Rom zurückkehrte und für den Sieg am Kap Ecnomus einen Triumph feierte, während Regulus mit zwei Legionen in Afrika blieb. Das bot ihm die Chance, überaus prestigeträchtig derjenige zu sein, der den Feldzug gegen Karthago siegreich abschloss. Deshalb war er, ebenso wie die Karthager, an Friedensverhandlungen interessiert. Die Position der Gegenseite war zusätzlich durch einen Aufstand der Numidier gegen Karthago geschwächt. Die punische Landbevölkerung floh in die Metropole, die Lebensmittelversorgung dieser vergrößerten Bevölkerung bereitete Probleme. Bei Cassius Dio finden sich Details des Forderungskatalogs.
Zimmermann meint, dass römische Forderungen aus unterschiedlichen Verträgen vermengt worden seien, weshalb eine Rekonstruktion von Regulus’ Angebot an Karthago nicht mehr möglich sei. Sie seien aber jedenfalls so hart gewesen, dass sie einer Kapitulation gleichkamen. Karthago hatte nichts zu verlieren, wenn es einen Frieden unter diesen Bedingungen ablehnte und weiterkämpfte.
Bleckmann dagegen unterscheidet im Text des Cassius Dio einen ersten Katalog, der Regulus plausibel zuzusprechen sei, und einen zweiten, der für Regulus anachronistisch sei:
- Der erste sieht den Verzicht auf Sizilien und Sardinien, die Freilassung römischer Kriegsgefangener und den Loskauf eigener Kriegsgefangener sowie die Übernahme der römischen Kriegskosten vor: hart genug, aber im Bereich dessen, was Rom fordern konnte.
- Der zweite Forderungskatalog zwang den Karthagern ein Bündnis auf, dem zufolge jeder Krieg Karthagos von Rom bewilligt werden musste, Karthago nur ein eigenes Kriegsschiff besitzen durfte und römische Expeditionen mit 30 Trieren unterstützen musste, was in der Situation von 256 völlig überzogen war. Bleckmann hält diesen zweiten Forderungskatalog deshalb für eine Rückprojektion der römischen Friedensbedingungen nach dem Zweiten Punischen Krieg.

Regulus habe darauf gesetzt, dass die karthagische Führung in ihrer innenpolitisch schwierigen Lage seinen harten Bedingungen zustimmte. Wider Erwarten lehnte Karthago ab, und Regulus war jetzt gezwungen, den Krieg in Nordafrika fortzusetzen.
Der Spartaner Xanthippos, ein Söldnerführer, trainierte die karthagische Infanterie und den Einsatz von Kriegselefanten und Reiterabteilungen. Die römische Armee unter Regulus erlitt 255 v. Chr. in der Schlacht von Tynes (heutiges Tunis, ca. 15 km südlich Karthagos) eine vernichtende Niederlage: Xanthippos bot den Römern eine Schlacht in für sie unvorteilhaftem Gelände an, Regulus ließ sich übereilt darauf ein. In der Ebene konnten die Karthager ihre Reiterei und ihre Kriegselefanten optimal einsetzen. Der Konsul wurde im Laufe der Schlacht gefangen genommen. Zimmermann meint, dass die Karthager den Erfolg von Tynes ihren eigenen Ressourcen und nicht den neu geworbenen griechischen Söldnern verdankten. Polybios habe „in einer Aufwallung von griechischem Nationalstolz“ den Spartaner Xanthippos zum taktischen Bezwinger Roms stilisiert: dass eine starke Kavallerie und Kriegselefanten am besten in der Ebene einsetzbar waren, sei elementar; das wusste die karthagische Militärführung auch ohne Beratung.

#### Seeschlacht bei Kap Bon, Schiffskatastrophe vor Kamarina
Die Reste des geschlagenen Expeditionsheeres zogen sich nach Aspis zurück. Die Konsuln des Jahres 255, Servius Fulvius Paetinus Nobilior und Marcus Aemilius Paullus, erhielten den Auftrag, diese Überlebenden zu evakuieren. Dass zum Rücktransport eine römische Kampfflotte mit ca. 350 Schiffen nach Afrika auslief, zeigt aber, so Bleckmann, dass die beiden Konsuln über die Rettungsaktion hinaus ambitioniertere Ziele verfolgten. Auf der Hinfahrt unternahm man Beutezüge nach Piratenart und verwüstete Kossyra (Pantelleria). Eine aus rund 200 Kriegsschiffen bestehende punische Flotte stellte sich den 350 römischen Kriegsschiffen bei Kap Bon (Kap Hermaion) entgegen, wurde aber nach kurzem Kampf vernichtend geschlagen. Die Römer versenkten 16 Schiffe und kaperten 114 Schiffe. Die römischen Verluste waren demgegenüber unbedeutend. Sowohl die Reste von Regulus’ Expeditionsheer als auch die Besatzung der zu ihrer Rettung ausgerückten Flotte plünderten nun in Nordafrika, sie gerieten aber zunehmend in Versorgungsprobleme. Eine Garnison auf nordafrikanischem Boden einzurichten, war aus logistischen Gründen nicht möglich, und so blieb einzig Pantelleria als römischer Stützpunkt übrig, als sich die Flotte auf die Rückfahrt nach Rom machte.
Vor der sizilischen Südküste sank der Großteil dieser Flotte im Sturm; dieser Schiffbruch mit bis zu 100.000 Toten gilt als größte Katastrophe der Seefahrtsgeschichte. Trotzdem feierten beide Konsuln für ihren Sieg bei Kap Bon einen Triumph; außerdem wurde Aemilius Paullus ebenso wie vor ihm Duilius in Rom mit einer Columna rostrata geehrt. Die Karthager nutzten die Situation für eine Offensive. Ihr wichtigster Erfolg war die Rückeroberung und Zerstörung von Agrigent.

### Vom Abzug aus Afrika bis zur Schlacht bei den Ägatischen Inseln (255–241 v. Chr.)

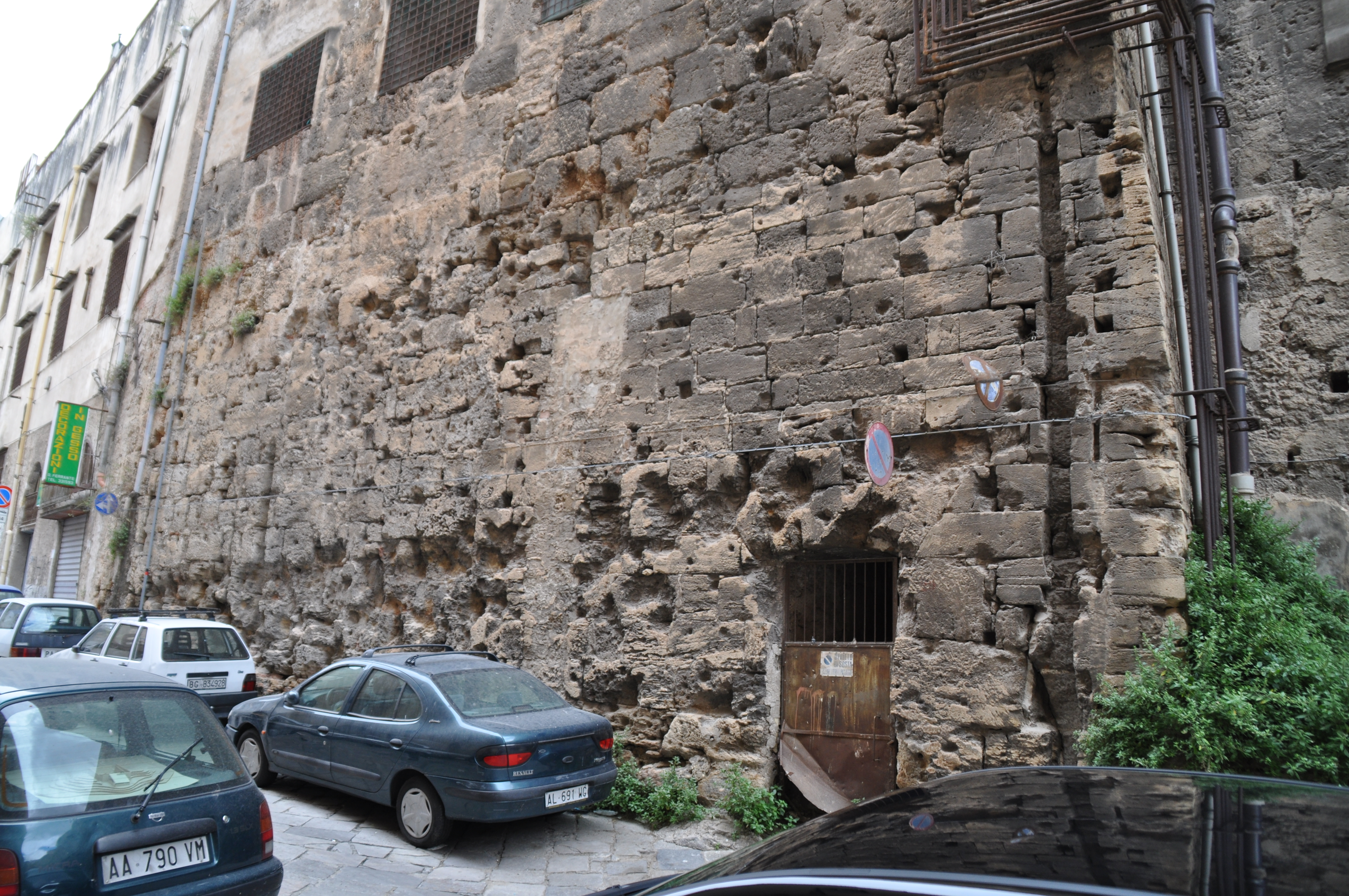
Rest der punischen Stadtbefestigung Palermos mit späteren Überarbeitungen. Außenmauer des Klosters Santa Caterina, Via Schiopperetti.

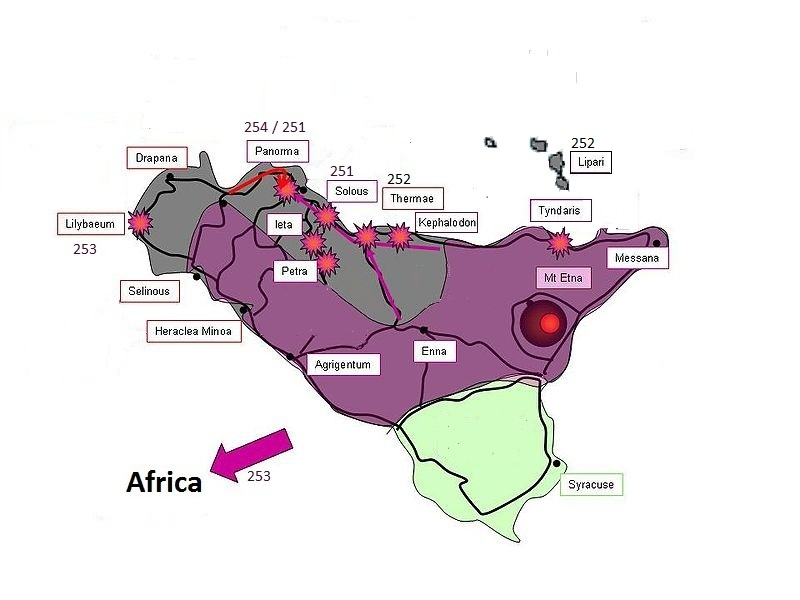
Kriegsschauplatz Sizilien 254–251

Die Römer konnten die Schiffsverluste vor Kamarina mit einem ehrgeizigen Flottenbauprogramm fast ausgleichen. Die Konsuln des Jahres 254 v. Chr., Gnaeus Cornelius Scipio Asina und Aulus Atilius Caiatinus, hatten bereits einmal amtiert, und ihr hohes Sozialprestige, verbunden mit einer großen Klientel, bewirkte anscheinend, dass viele Freiwillige sich für den Militärdienst meldeten. Zusammen mit dem Rest der Expeditionsflotte ihrer Vorgänger verfügten sie über 300 Kriegsschiffe. Der Angriff auf die karthagischen Stützpunkte auf Sizilien begann an der Nordküste. Eine Belagerung der Festung Drepana wehrte der karthagische Feldherr Karthalo erfolgreich ab. Nach diesem Misserfolg griffen die Römer Palermo (Panormos) an. Die Unterstadt wurde erstürmt, aber die Zitadelle leistete (nach Dio-Zonaras) längere Zeit Widerstand und wurde ausgehungert. Die Zeit reichte danach nur noch für kleinere militärische Aktionen. Die Eroberung von Palermo war für die Römer besonders einträglich, weil den besiegten Bewohnern erlaubt wurde, sich von der drohenden Versklavung freizukaufen. Rom erhielt von ihnen über 400 Talente Silber, dies entspricht 8–14,4 Tonnen. Ein Fragment des Geschichtswerks von Cassius Dio teilt mit, dass die Karthager einige mit Beute beladene römische Schiffe auf der Rückfahrt aufbrachten.
Die relativ erfolgreiche Strategie der Angriffe auf die sizilische Nordküste wurde im Folgejahr 253 v. Chr. fortgesetzt; im Mittelpunkt stand ein Angriffsversuch auf die Festung Lilybaion. Von der Westspitze Siziliens fuhr die Flotte unter den Konsuln Gaius Sempronius Blaesus und Gnaeus Servilius Caepio weiter nach Afrika. Karthagischer Widerstand hinderte sie aber daran, an Land einen Stützpunkt einzurichten, und so segelten sie an der Küste entlang, wobei sie vor der Insel Djerba (Meninx) und nahe dem Golf von Gabès in gefährliche Situationen gerieten. Unverrichteter Dinge kehrte die Kriegsflotte um, lief Palermo an und steuerte auf die italische Küste zu. Vor Palinuro gingen auf hoher See über 150 Schiffe verloren; unter den Ertrunkenen war offensichtlich auch der Konsul Servilius. Diese neuerliche Schiffskatastrophe führte laut Polybios zu einer römischen Strategieänderung: Man sei vom Flottenkrieg wieder zum Landkrieg übergegangen. Einziges greifbares Ergebnis war die bei Plünderungen an der afrikanischen Küste gewonnene Beute, das reichte für einen Triumphzug des Sempronius. Daraus schließt Bleckmann, dass der Senat mit den Erfolgen im Flottenkrieg 253 durchaus zufrieden war und die Volksversammlung dessen Einstellung durchsetzte.
Die Konsuln des Jahres 252 verfügten über ihre Legionen, die römische Restflotte und die Flotte des verbündeten Syrakus. Mit diesen vereinten Kräften nahmen sie Thermai Himeraiai ein, nachdem die Karthager den Ort evakuiert hatten. Es schien, dass Rom auch ohne große Flotte erfolgreich sein konnte, und so wurde der Schiffsbau ein weiteres Jahr aufgeschoben. Karthago beobachtete diese Entwicklung und reagierte mit einer Offensive: Eine von Hasdrubal geleitete große karthagische Armee mit 140 Kriegselefanten landete auf Sizilien. Hasdrubal belagerte das vom Prokonsul Lucius Caecilius Metellus verteidigte Palermo. Metellus ließ vor den Mauern einen Graben ausheben und stellte leichtbewaffnete Einheiten davor auf, mit dem Auftrag, die Elefanten zum Angriff zu reizen und in den Graben zu locken. Hier wurden die Tiere mit Wurfgeschossen so schwer verletzt, dass sie sich in Panik gegen die karthagischen Truppen wandten. Metellus leitete nun den Ausfall und errang einen bedeutenden Sieg. Hasdrubal kehrte nach Karthago zurück und wurde als Verantwortlicher für die schwere Niederlage zum Tode verurteilt. Metellus dagegen wurde in Rom mit einem Triumph geehrt, bei dem die gefangenen Kriegselefanten zur Schau gestellt wurden. Der Elefant wurde durch dieses Ereignis zu einer Art „Familienwappen“ der Caecilii Metelli, das auf ihren Münzprägungen mehrfach erscheint.

#### Konsul Publius Claudius Pulcher (249 v. Chr.)

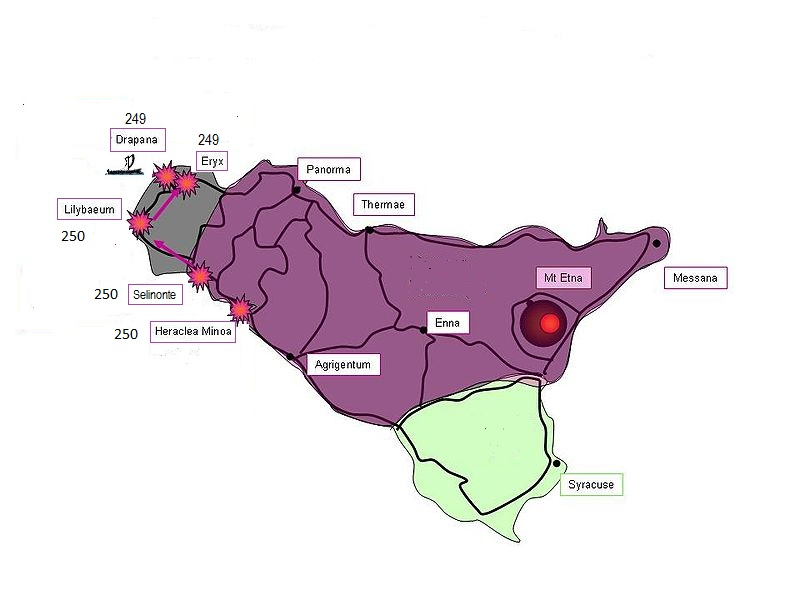
Kriegsschauplatz Sizilien 250–249

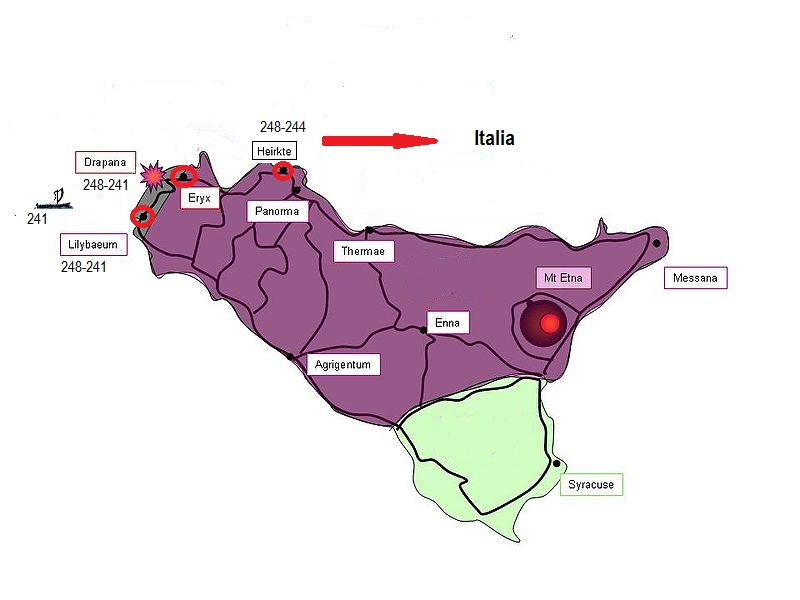
Kriegsschauplatz Sizilien 248–241

Von 250 v. Chr. an wurde die karthagische Festung Lilybaion an der Westspitze Siziliens zum umkämpften Hauptkriegsschauplatz; sie galt als uneinnehmbar. Römische Versuche, durch Erstürmung oder Verrat karthagischer Söldner zu einem schnellen Erfolg zu kommen, zerschlugen sich. Man konnte auch nicht verhindern, dass karthagische Verstärkung durch die enge Hafeneinfahrt nach Lilybaion gelangte. Nun wurde ein Belagerungswall aufgeschüttet, um die Stadt auszuhungern. Aber auch die Belagerer litten unter Versorgungs- und Gesundheitsproblemen. Als die Konsuln daraufhin die Größe der Belagerungsarmee halbierten, geriet diese Restarmee selbst in eine bedrohliche Situation. Die Konsuln des Jahres 249 hatten daher die Aufgabe, eine Lösung für diese verfahrene Situation zu finden. Publius Claudius Pulcher setzte die Belagerung von Lilybaion fort, aber die Verteidiger verfügten über große Vorräte und die Möglichkeit, jederzeit auf dem Seeweg Verstärkung zu erhalten. Getrieben von seinem persönlichen Ehrgeiz, bereitete Claudius eine Flottenaktion vor. Nach dem Modell einer erbeuteten qualitätvollen karthagischen Pentere ließ er von seinen Belagerungstruppen Schiffe bauen. Mit diesen neu gebauten, einigen erbeuteten und den bereits vorhandenen römischen Kriegsschiffen brachte er eine neue Flotte zusammen. Ziel war ein Überraschungsangriff auf Drepana, von wo aus die Karthager die Verteidiger von Lilybaion unterstützten. Er ging von einer Überrumpelungsaktion nach Piratenart aus und rechnete nicht mit einer regulären Seeschlacht. Die karthagische Flotte unter Leitung des Adherbal lief rechtzeitig aus und stellte die Angreifer, so dass sie mit dem Rücken zur Küste kämpfen mussten – eine ungünstige Ausgangssituation. Verheerend wirkte sich in der Schlacht von Drepana aus, dass die ungeübten römischen Schiffsbesatzungen nicht zu koordinierten Manövern imstande waren. Claudius verlor 93 Schiffe und rettete sich mit einem Rest von etwa 30 Schiffen. Nach dieser schweren Niederlage kehrte er nach Rom zurück.
Kurz nach dieser Niederlage sank die Flotte des Konsuls Lucius Iunius Pullus in einem Sturm vor der Südküste Siziliens. Der Senat diskutierte angesichts dieser Verluste das weitere Vorgehen. Claudius beanspruchte anscheinend als Konsul, eine weitere Flotte nach Sizilien zu führen, was seine Gegner im Senat wegen seiner Fehlleistungen bei Drepana keineswegs zulassen wollten. Die Mehrheit des Senats befahl stattdessen Claudius, einen Dictator zu ernennen. Dieser wiederum hob daraufhin seinen eigenen Klienten Marcus Claudius Glicia in dieses Amt. Das war durchaus konform mit der römischen Verfassung. Der Opposition gelang es aber, Claudius Glica zur Abdankung zu bringen, möglicherweise durch Mithilfe der Auguren. Der daraufhin von Claudius bestimmte Diktator Aulus Atilius Caiatinus, ein ehemaliger Konsul, konnte keine größeren Erfolge erzielen; damit endete das Experiment einer Diktatur zu außenpolitischen Zwecken folgenlos.
Nachdem die Konsuln des Jahres 248 den Landkrieg auf Sizilien und die Angriffe auf Lilybaion und Drepana ohne Fortschritte weitergeführt hatten, wurde 247 die Einstellung des Flottenkrieges beschlossen. Anscheinend war die öffentliche Meinung der hohen Verluste des Jahres 249 wegen erregt, und dies veranlasste die Volkstribunen, tätig zu werden. Claudius hatte sich in einem Perduellionsprozess zu verantworten. Die innenpolitischen Hintergründe werden in der Forschung unterschiedlich identifiziert:
- Karl-Joachim Hölkeskamp meint, dass die beiden Volkstribunen Pullius und Fundanius Fundulus gemeinsam mit Vertretern des Adels Claudius wegen der provokanten Ernennung eines eigenen Klienten zum Diktator zur Rechenschaft gezogen hätten. Der formale Grund für den Prozess war aber eine angebliche Missachtung der Auspizien, Ausdruck einer wahnhaften Selbstüberschätzung. Die römische Niederlage sei eine göttliche Strafe für den Auspizienfrevel des Claudius, und mit dieser Konstruktion konnte man Claudius für seine eigenmächtige Kriegführung haftbar machen.[117]
- Bruno Bleckmann sieht Pullius und vor allem Fundanius dagegen als selbstständig handelnde bedeutende Popularen agieren, die die Empörung der Bevölkerung über die verlustreiche Kriegsführung zu nutzen verstanden und auf den Beschluss der Volksversammlung zur Einstellung des Flottenkriegs hinarbeiteten. Claudius entging einem Kapitalprozess und wurde zu einer Geldstrafe verurteilt.[118]

Ab 247 v. Chr. übernahm in Sizilien Hamilkar Barkas den karthagischen Oberbefehl. Ihm gelang es im Laufe der nächsten Jahre durch schnelle Angriffe, verlorenes Terrain zurückzugewinnen.

#### Eine neue römische Flotte

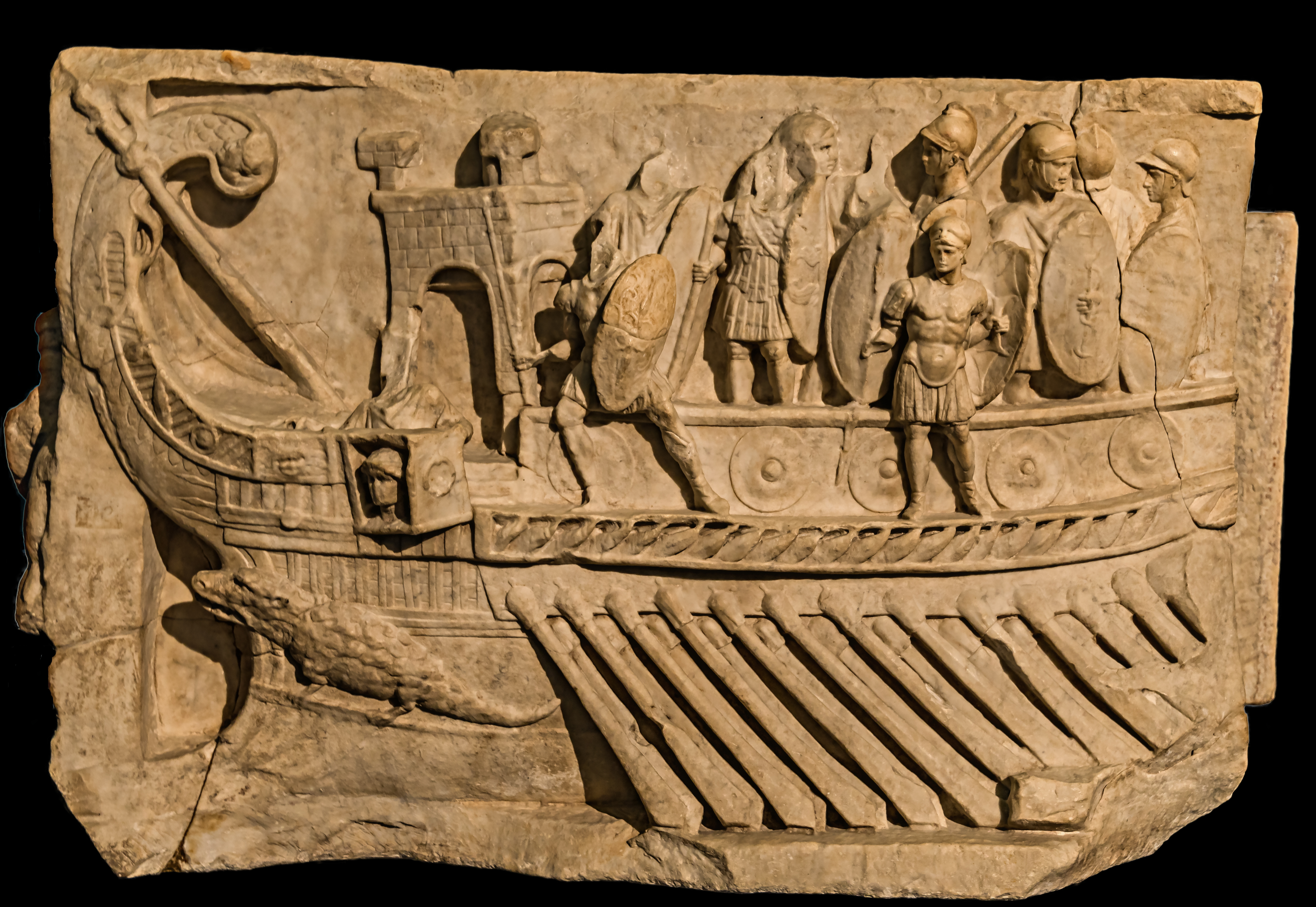
Römisches Kriegsschiff, Relief, 1. Jahrhundert v. Chr. (Vatikanische Museen)

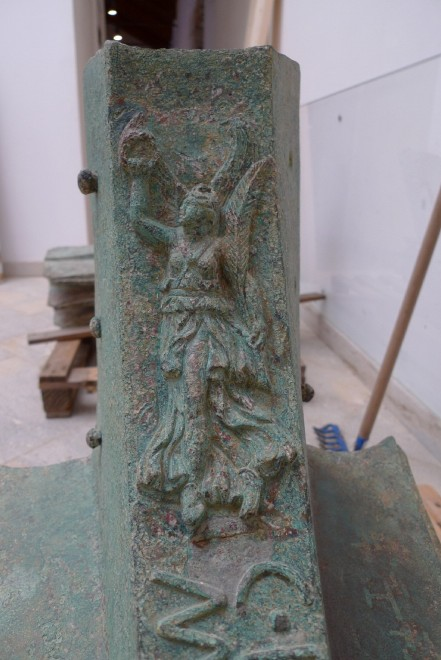
Victoria-Darstellung vom Rammsporn eines bei den Ägadischen Inseln gesunkenen römischen Kriegsschiffes, inschriftlich datiert auf 241 v. Chr. (Battle of the Egadi Islands Project)

Polybios stellt die Schlussphase des Ersten Punischen Krieges in moralisierender Weise als qualvolles Ringen zweier erschöpfter Kriegsgegner dar, in dem die Römer durch ihre größere Disziplin zu einer letzten großen Energieleistung fähig waren und deshalb siegten. Karthago hatte offenbar massive finanzielle Probleme und deshalb Schwierigkeiten, seine Söldner zu bezahlen und seine Flotte instand zu halten. Aus römischer Sicht war die Situation nicht so dramatisch, sondern ein langwieriger, durchaus erfolgreicher Landkrieg auf Sizilien.
Während der Flottenkrieg staatlicherseits nun für einige Jahre unterbrochen war, gab es private Flottenverbände, die beispielsweise einen Überfall auf die nordafrikanische Hafenstadt Hippo ausführten. Diese im großen Stil betriebene Piraterie ließ eine traditionelle Form des Privatkriegs wieder aufleben, der in Rom unüblich geworden war, weil ein Aristokrat dort nur im staatlichen Kontext Prestige gewinnen konnte und nicht auf eigene Faust mit einer privaten Kämpfertruppe. Als der Flottenbau dann staatlicherseits wieder aufgenommen wurde, hatte er Züge des vorherigen privaten Kaperkriegs angenommen:

„Reserven standen nämlich in der Staatskasse nicht mehr zur Verfügung … Gemäß ihren persönlichen Vermögensverhältnissen verpflichteten sie [= Angehörige der Nobilität und des Ritterstandes] sich, allein, zu zweit oder zu dritt, eine ausgerüstete Pentere zu stellen, unter der Bedingung, dass sie die Kosten erstattet erhielten, wenn die Dinge nach Plan gelaufen waren.“

Die Besatzungen dieser Schiffe waren nicht durch das römische Milizsystem ausgehoben worden, sondern es waren Freiwillige. Sie brachten Praxiserfahrung aus dem bisherigen privaten Kaperkrieg mit. Infolgedessen agierte die neue römische Flotte wesentlich professioneller als bisherige römische Flotten. Einer der Konsuln des Jahres 242, Gaius Lutatius Catulus, erreichte es, das Flottenkommando allein zu erhalten, da sein Kollege Aulus Postumius Albinus ein Flamen Martialis war und der Pontifex maximus ihm die Teilnahme an einem Krieg außerhalb Italiens untersagte – wahrscheinlich ein politisches Manöver. Lutatius Catulus unterstützte mit der Flotte die römischen Belagerer von Drepana. Er nahm den Hafen von Drepana ein sowie Ankerplätze und weitere Positionen bei Lilybaion. Dann wurde er allerdings selbst verwundet, da er mit hohem persönlichem Risiko kämpfte, immer mit dem Motiv, sich besonders auszuzeichnen. Die Verwundung schränkte seinen Aktionsradius auf Sizilien ein. Im März 241, am Ende seines Amtsjahrs, gelang ihm ein spektakulärer Sieg: Er griff im Morgengrauen bei starkem Seegang einen großen karthagischen Versorgungskonvoi an. Dabei handelte es sich um Kriegsschiffe, die als Transportschiffe umgerüstet worden waren, mit weiteren Kriegsschiffen als Begleitschutz. Die schwer beladenen Transportschiffe waren schlecht manövrierbar; das gab den Ausschlag in der Schlacht bei den Ägadischen Inseln. Einem Teil der karthagischen Schiffe gelang die Flucht, so dass die karthagische Flotte zwar geschwächt, aber nicht vernichtet war. Yann Le Bohec fasst zusammen: Der Erste Punische Krieg wurde auf dem Meer eröffnet (indem römische Truppen nach Sizilien übersetzten), größtenteils als Seekrieg ausgefochten, und er endete auf dem Meer. Allerdings sei bei den Ägadischen Inseln eine Pseudo-Schlacht, nämlich ein römischer Hinterhalt, zu konstatieren.

## Friedensvertrag

Kräfteverhältnis im westlichen Mittelmeerraum nach dem Ersten Punischen Krieg

Die Karthager baten nach dieser Niederlage um einen Friedensvertrag. Polybios zufolge hatten sie keine andere Wahl, da mangels Nachschub eine Fortführung des Krieges auf Sizilien aussichtslos erscheinen musste. Klaus Zimmermann bezweifelt dies jedoch, da die hohen römischen Geldforderungen, Bestandteil des Friedensvertrags, von Karthago erfüllt wurden. Dann hätte Karthago auch die Möglichkeit gehabt, mit diesem Geld den Bau einer neuen Flotte zu finanzieren. Aber die karthagische Führung sah den eigenen Staat nicht in seiner Existenz bedroht und verzichtete lieber auf Sizilien, als weiter hohe Rüstungsanstrengungen mit ungewissem Ausgang zu unternehmen.
Hamilkar Barkas trat in Verhandlungen mit Catulus ein. Sie einigten sich zunächst auf folgende Bedingungen: Karthago sollte Sizilien samt Lilybaion räumen, sich mit Hieron aussöhnen, alle römischen Gefangenen freilassen und Reparationen von 2200 euböischen Talenten über 20 Jahre an Rom zahlen.
Die römische Volksversammlung erhöhte diese Summe jedoch auf 3200 Talente, von denen 1000 sofort zu zahlen waren, und verkürzte die Frist auf 10 Jahre. Zudem hatte Karthago die Liparischen Inseln zu räumen. Beiden Seiten wurde verboten, mit Bundesgenossen der anderen Seite zu verhandeln. Das sind aber untergeordnete Punkte, für Rom gab es ein Hauptinteresse, das klar hervortritt: Karthago sollte mehr Geld in kürzerer Zeit zahlen. Hamilkar und Catulus schlossen einen gültigen Vertrag, so Zimmermann, den der römische Senat wegen eines angeblichen Formfehlers annullierte, um die Reparationssumme heraufzusetzen. Da Karthago seine Stellungen bereits geräumt hatte, musste es dieses Diktat Roms akzeptieren.
Dexter Hoyos bemerkt, dass Rom nach einigen Ordnungsmaßnahmen, vermutlich Beilegung lokaler Konflikte, die Bevölkerung von Sizilien in den nächsten Jahren weitgehend sich selbst überließ. Wenn die Eroberung Siziliens auch zum Kriegsziel geworden war, so fehlte doch der Plan, wie man die Insel nutzen wollte.
Karthago demobilisierte sein gewaltiges Söldnerheer nach dem Friedensschluss mit Rom. Die Truppen wurden nach Nordafrika übergesetzt, wo es zum Streit mit den karthagischen Behörden um die Soldzahlungen kam. Die nicht-punische Bevölkerung Nordafrikas schloss sich dem Aufstand an; ihr Ziel war es, den karthagischen Staat zu zerstören und durch einen eigenen libyschen Staat zu ersetzen, so Zimmermann. Dieser Söldnerkrieg brachte Karthago an den Rand des Untergangs; dass Karthago sich halten konnte, lag daran, dass die Aufständischen einen reinen Landkrieg führten. Die Metropole war stark befestigt und wurde auf dem Seeweg mit Nachschub versorgt, weshalb die Belagerung scheiterte. Nachdem die Karthager einige italische Handelsschiffe aufgebracht hatten, die Lebensmittel für die Rebellen transportierten, schickte Rom eine Gesandtschaft nach Karthago. Sie erreichte, dass Karthago die inhaftierte Besatzung der Handelsschiffe freiließ. Offenbar im Gegenzug verfolgte Rom von da an im Söldnerkrieg eine neutrale Politik und ermöglichte Karthago sogar, in Italien neue Söldner anzuwerben, was durch den Lutatius-Vertrag eigentlich ausgeschlossen war. Als Geste guten Willens ließ Rom die (wohl wegen Geldmangel Karthagos) noch nicht ausgelösten punischen Gefangenen frei.
Während Karthago den Söldneraufstand in Nordafrika niederschlug, revoltierten auch die auf Sardinien stationierten Söldner. Damit war die Versorgung der Hauptstadt mit Getreide gefährdet, und Karthago entsandte Truppen nach Sardinien, um den Aufstand niederzuschlagen. Sie schlossen sich jedoch dem Söldneraufstand an, ermordeten alle Karthager auf der Insel und besetzten die Küstenstädte. Die Organisation eines eigenen politischen Zusammenschlusses scheiterte daran, dass die Landbevölkerung die Söldner nicht als Regierung anerkannte. Rom blieb gemäß dem Lutatius-Vertrag neutral, als die Söldner auf Sardinien sie um Hilfe ersuchten. Nachdem Karthago den Söldneraufstand in Nordafrika niedergeschlagen hatte, beschloss der Senat dann aber doch, Truppen nach Sardinien zu entsenden. Dazu kam es nicht mehr, weil die Sarden mittlerweile die Söldner vertrieben hatten. Karthago rüstete nun auf, um Sardinien wieder seinem Herrschaftsgebiet einzugliedern. Rom wertete das als aggressiven Akt und zwang Karthago, zur Wiederherstellung des Friedens weitere 1200 Talente zu zahlen und Sardinien abzutreten. Im Jahr 237 besetzten römische Truppen Sardinien. 227 wurden Sardinien und Korsika zusammen einem römischen Statthalter unterstellt.

## Wirkungsgeschichte

### Antike Geschichtsschreibung
Während des laufenden Krieges berichteten die Konsuln regelmäßig nach Rom. Falls sie einen Triumph erhielten, wurden Bildtafeln ihrer militärischen Erfolge dabei zur Schau gestellt. Bei ihrer Beerdigung Jahre später wurde die Laudatio funebris vorgetragen, bei der die Taten des Verstorbenen nochmals in Erinnerung gerufen wurden, eventuell mittels eigener Aufzeichnungen der Familie. Als Pontifex maximus begann Tiberius Coruncanius 249 v. Chr., also während des laufenden Krieges, mit listenartigen Aufzeichnungen von Ereignissen, die für die gesamte Republik bedeutsam waren. Die entstehende römische Annalistik konnte also aus zwei Traditionen schöpfen: den Familienarchiven und den Aufzeichnungen der Pontifices. Bruno Bleckmann zufolge nutzte das Geschichtswerk des Cassius Dio direkt diese annalistische Tradition des 3. und 2. vorchristlichen Jahrhunderts; sein Werk ist allerdings größtenteils nur als Exzerpt des byzantinischen Historikers Johannes Zonaras erhalten (daher Dio-Zonaras). Positiv an der Arbeit des Zonaras ist, dass er konsequent auf eigene Kommentare verzichtete, negativ, dass er den Stoff straffte. Kennzeichen der annalistischen Tradition ist, dass die einzelnen Phasen des Krieges gleichmäßig dargestellt werden.
Dagegen gestaltete Polybios in seinen Historien den Stoff stärker durch Schwerpunktsetzungen. Polybios nutzte zwei ältere, heute verlorene Geschichtswerke. Seine Hauptquelle war Quintus Fabius Pictors prorömische Darstellung, die er mit dem romfeindlichen Werk des Philinos von Akragas abglich. Polybios hatte den Anspruch, den Ausgang des Krieges erklären zu können. Die Kriegsgegner Rom und Karthago waren in seiner Darstellung auf allen Gebieten gleichwertig. Was den Ausschlag gab, war die römische „Kollektivpsyche“ mit der Bereitschaft, konsequent und mit maximalem Einsatz für ein Ziel zu kämpfen (altgriechisch ψυχομαχεῖν psychomacheĩn). Dementsprechend treten die „Römer“ bei Polybios als handelndes Kollektiv auf. Ein weiteres den Siegeszug der Römer positiv beeinflussendes Qualitätsmerkmal war aus der Perspektive des Polybios die römische Mischverfassung, die Elemente von Monarchie, Demokratie und Aristokratie verbinde. (Polybios ist hier einem aristotelischen Ideal verpflichtet und schätzt daher die Macht des Senats zu gering ein.) Der Ablauf des Krieges ist bei Polybios durch dramatische Wechselfälle gekennzeichnet, einmal, weil die unbeherrschbare Natur des Meeres im Flottenkrieg als weiterer Akteur hinzukommt, zum zweiten, damit die Protagonisten Gelegenheit erhalten, ihre Charakterstärke unter Beweis zu stellen.
Gnaeus Naevius, der den Ersten Punischen Krieg als Zeitgenosse miterlebte, verfasste ein Epos über diesen historischen Stoff, das nur in Fragmenten erhalten ist (Bellum Punicum).
Cicero formulierte als eine Art Naturgesetz, dass sich die Lage einer Stadt am Meer ungünstig auf die Moral der Einwohner auswirke. Die Lage Roms am Tiber, also in einiger Entfernung von der Küste, sei daher perfekt für die Hauptstadt eines stabilen Reichs. Karthago wählte er neben Korinth als Negativbeispiel:

„Nichts aber hat mehr Korinth und Karthago lange erschüttert und schließlich zugrunde gerichtet als diese Heimatlosigkeit und Zerstreuung der Bürger, weil sie in ihrer Gier nach Handel und Seefahrt Bebauung der Fluren und Übung der Waffen vernachlässigt hatten.“

 Der militärische Niedergang folgte für Cicero daraus, dass die gepressten oder bezahlten Ruderer nur ihre Muskelkraft einsetzten, während der Kampf auf dem Festland bei den Soldaten innere Werte (virtus) ausbilde. Die Römer zur Zeit des Ersten Punischen Krieges waren als reine Landmacht in dieser Betrachtung nicht defizitär, sie verkörperten die alten moralischen Werte. Dann setzte mit dem Ausgreifen Roms aufs Meer zwangsläufig der Verfall ein, der zur Krise der Republik führte, in der Cicero sich selbst vorfand. Der Historiker Appian verband in ähnlicher Weise die Meerorientierung mit moralischem Verfall. Ihm zufolge forderte der Konsul Lucius Marcius Censorinus im Dritten Punischen Krieg die Karthager auf, ihre Hafenstadt aufzugeben und Karthago weit landeinwärts neu zu gründen.
Wenn aus heutiger Sicht ein wesentliches Ergebnis des Ersten Punischen Krieges Roms Aufstieg zur Seemacht ist, so fragt Ernst Baltrusch, ob sich das für die römischen Politiker oder Historiker schon so darstellte, und ist (trotz der bekannten Bezeichnung des Mittelmeers als „unser Meer“, mare nostrum) skeptisch: Imperium im Sinne von Befehlsgewalt konnte es nur dort geben, wo Menschen wohnten. Das war auf dem Wasser unmöglich, und daher sei das Mittelmeer den Zeitgenossen als ein rechtsfreier Raum erschienen, für den es keine stabile Ordnung geben konnte.

### Kunst

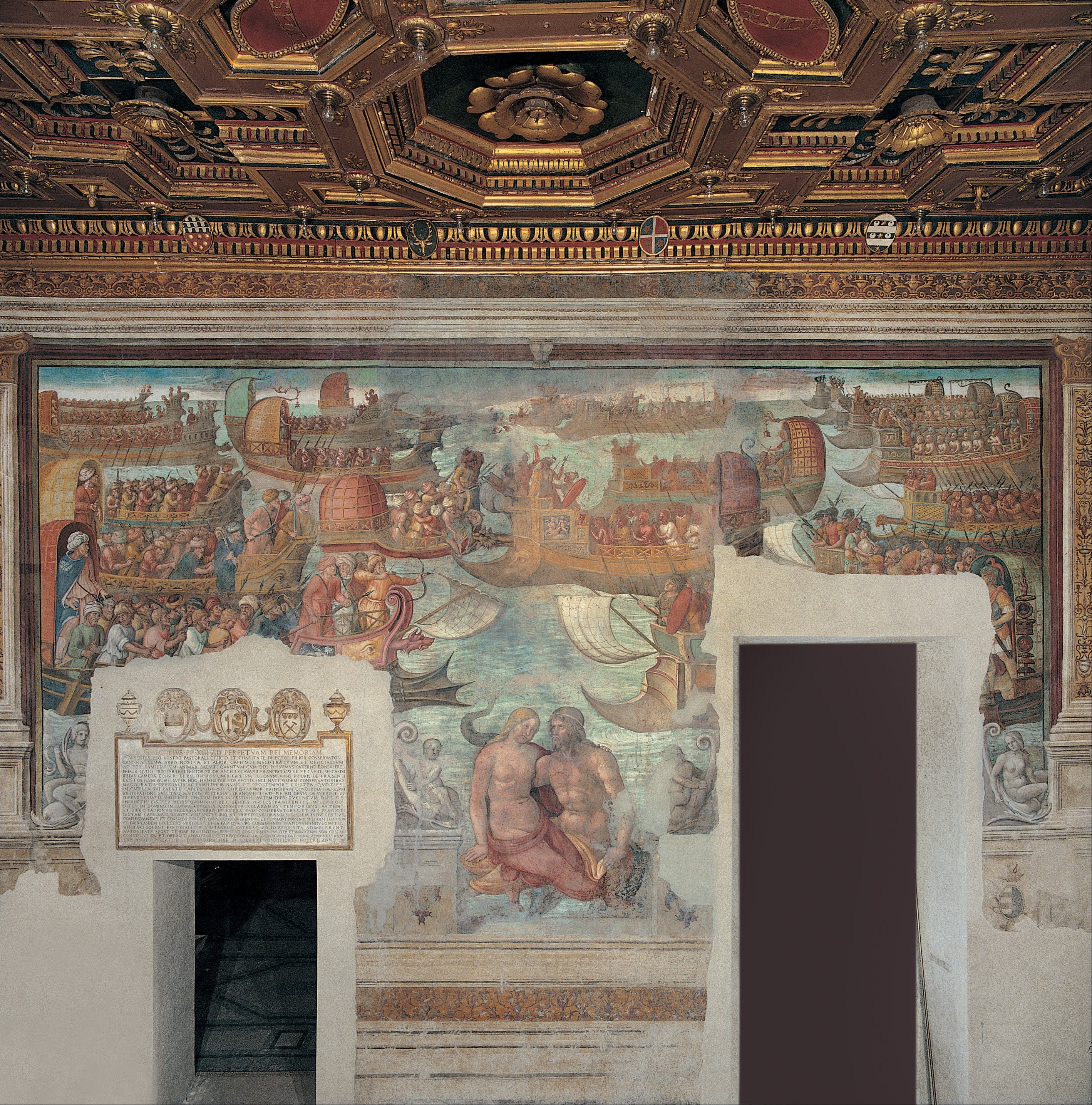
Seeschlacht bei den Ägadischen Inseln (Sala di Annibale, Konservatorenpalast)

Messalas Einnahme der Stadt Messana am Beginn des Ersten Punischen Krieges wurde zeitnah mit einem „Triumphgemälde“ an der Außenwand der Curia Hostilia, dem damaligen Tagungsort des Senats, gefeiert. Es wurde spätestens beim Brand der Curia 52 v. Chr. zerstört, ist aber durch die Erwähnung bei Plinius dem Älteren bekannt.
Jacopo Ripanda und seine Werkstatt malten 1507/08 einen Saal des Konservatorenpalastes in Rom mit Szenen der Punischen Kriege aus. Bis auf Hannibals Überquerung der Alpen sind alle Motive dem Ersten Punischen Krieg entnommen, nämlich:
- Triumph Roms über Sizilien;
- Seeschlacht bei den Ägadischen Inseln;
- Friedensverhandlungen zwischen Hamilkar Barkas und Gaius Lutatius Catulus.

Ripanda hatte die Reliefs der Trajanssäule studiert. Das sieht man an den Schiffsdarstellungen der Seeschlacht ebenso wie an der Quadriga beim Triumph über Sizilien. In dem sonst rein historischen Freskenzyklus fallen zwei große mythologische Figuren auf: Neptun umarmt die Nereide Amphitrite. Dieses Paar steht für die Harmonie, die durch römische Dominanz auf dem Meer mit dem Ende des Ersten Punischen Krieges erreicht worden sei. Die auffällige Imitation antiker Vorbilder gibt den historischen Szenen etwas Didaktisches. In dem Saal tagte der römische Magistrat, der sich offenbar an antiken Vorläufern orientieren sollte.

### Alltagskultur

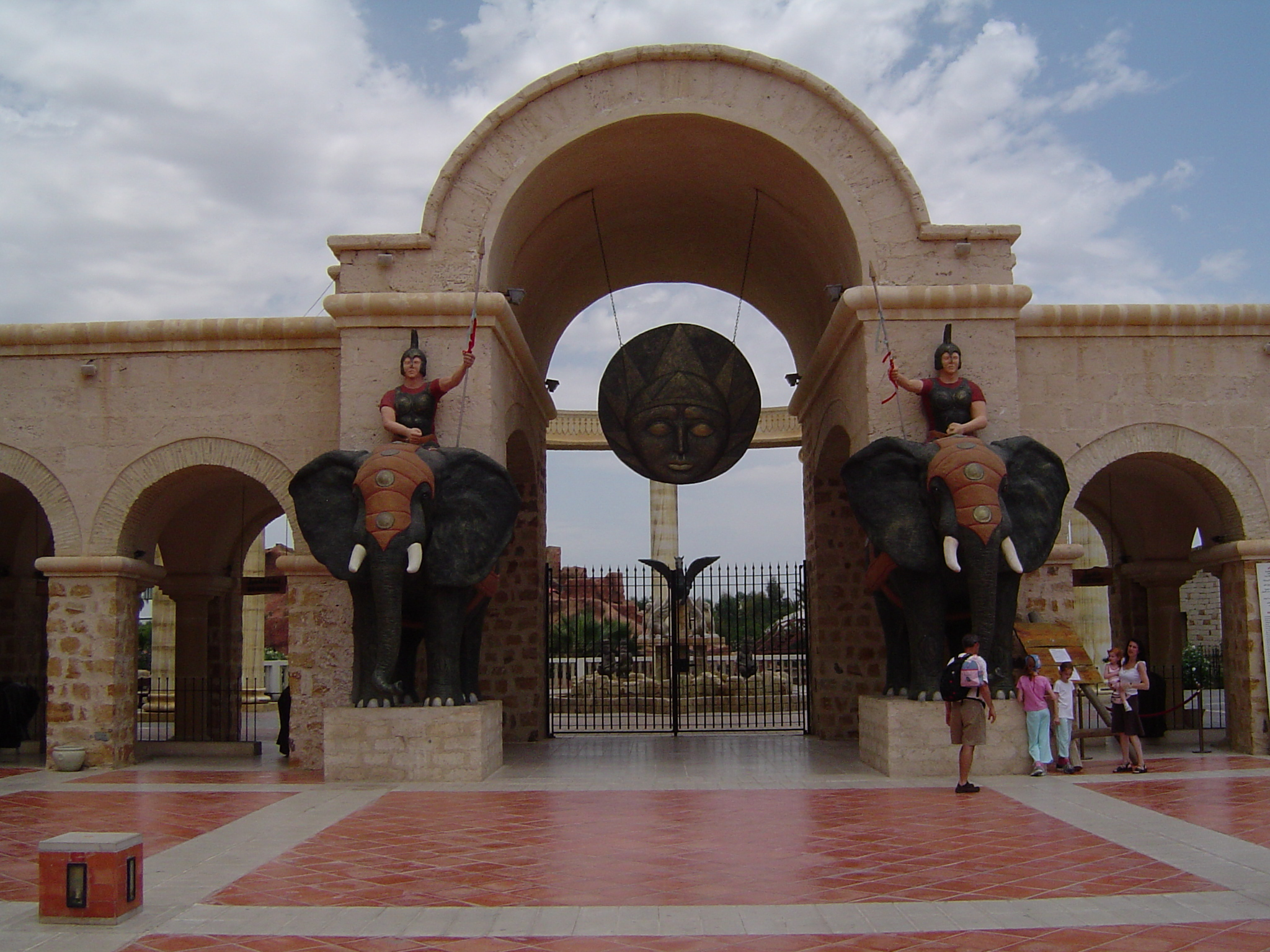
Karthago-Themenpark bei Hammamet

Der Krieg zwischen Rom und Karthago gewann im Kontext des Orientalismus seit dem 19. und bis ins 20. Jahrhundert neue Bedeutung. Dass überlegene Römer die Punier besiegten, bot ein Paradigma für die Errichtung eines französischen Kolonialreichs in Algerien und Tunesien. Italien konnte sich als Erbe Roms stilisieren und damit seinen Anspruch auf Libyen begründen (vgl. den Film Cabiria, der die Handlung – römische Helden retten ein Mädchen vor der Opferung durch grausame Karthager – mit Zwischentexten von Gabriele d’Annunzio kombinierte).
Der moderne Staat Tunesien bezieht sich in einer komplexen Weise auf das antike Karthago. Habib Bourguiba entschied sich 1957, den Präsidentenpalast im Bereich der archäologischen Stätte Karthago bauen zu lassen. Die Berufung auf die eigene punische Vergangenheit sollte für ein heimisches Publikum einen Gegenentwurf zu kolonialen Propaganda Frankreichs bilden, das seine nordafrikanische Expansion mit dem römischen Paradigma begründete. In der Regierungszeit Zine el-Abidine Ben Alis wurde die Punier-Symbolik noch gesteigert (Banknoten, öffentliche Gebäude usw.), und die Opposition bezog sich in satirischer Weise ebenfalls auf Karthago.
Tunesien ist an einem Kulturerbe-Tourismus interessiert, wobei es zu Interferenzen zwischen dem unter der Regierung Ben Alis propagierten Puniertum und dem vorrangig auf griechisch-römische Altertümer gerichteten Touristeninteresse kam. Ein Ergebnis waren Karthago-Themenparks (2003 in Hammamet, 2013 nahe Tunis). Sie sind zeitlich in der Ära der Punischen Kriege angesiedelt, wobei sich die Kultur Karthagos aber auf stereotype Elemente, wie die allgegenwärtigen Elefanten, reduziert.

### Forschungsgeschichte
„[Im Rückblick] erscheint die römische Weltherrschaft keineswegs als ein von unersättlicher Ländergier entworfener und durchgeführter Riesenplan, sondern als ein Ergebnis, das der römischen Regierung sich ohne, ja gegen ihren Willen aufgedrungen hat.“

Theodor Mommsen sah in der römischen Politik einen „defensiven Imperialismus“, der durch ein übersteigertes Sicherheitsbedürfnis motiviert gewesen sei. Der Krieg um Sizilien war in Mommsens Betrachtung zwar die eine große Ausnahme: er war Rom nicht aufgezwungen worden (ebd.), aber auch er folgte Roms Sicherheitsinteressen. Die Entscheidung zur Intervention auf Sizilien war eine historische Zäsur, so Mommsen. Der Senat gab die weise Begrenzung auf die Italische Halbinsel auf und wählte eine neue Politik, deren Dimensionen noch nicht abschätzbar waren: „Es war einer der Augenblicke, wo die Berechnung aufhört und wo der Glaube an den eigenen Stern … den Mut gibt die Hand zu fassen, die aus dem Dunkel der Zukunft winkt, und ihr zu folgen es weiss keiner wohin.“
Der Gegensatz zwischen der Seemacht Karthago und der Landmacht Rom wurde von neuzeitlichen Historikern absolut gesetzt und weiter ausgeführt als Gegensatz zwischen einem durch Handel ermöglichten luxuriösen Lebensstil einerseits und einem frugalen Leben von der Landwirtschaft andererseits. Eine Steigerung erfuhr dieses Geschichtsbild durch die NS-Ideologie, die den Kampf zwischen Römern und „semitischen“ Puniern als notwendige Folge eines „Rassengegensatzes“ sah. Für diese NS-Geschichtsschreibung steht ein von Joseph Vogt 1943 herausgegebener Sammelband Rom und Karthago. Ein Gemeinschaftswerk. Die Initiative zu diesem Sammelband, an dem führende deutschsprachige Althistoriker mitwirkten, ging von Helmut Berve aus (Aktion Ritterbusch). Die Autoren gingen mit der Vorgabe, das „Ringen“ zweier Völker mit dem „modernen Rassebegriff“ zu erfassen (so Vogt im Vorwort), unterschiedlich um. Besonders stark war Fritz Schachermeyr damit identifiziert. In seinem Beitrag Karthago in rassengeschichtlicher Betrachtung charakterisierte er die Karthager als „Wechselbalg zwischen Rassen und Welten“, ihr levantinisches „Randsemitentum“ sei durch die Übersiedlung nach Nordafrika noch weiter verschlechtert worden. Der römische Kriegsgegner besitze dagegen die „Vorzüge der nordischen Rasse.“ Der Sammelband wurde nach 1945 wissenschaftlich kaum rezipiert und die Beteiligten, bis auf Matthias Gelzer, befassten sich mit der von ihnen 1943 bearbeiteten Thematik nicht weiter.
Alfred Heuß knüpfte 1949 an Mommsen an und argumentierte, dass Rom an einer Expansion nach Sizilien so kurz nach den Kämpfen in Unteritalien nicht gelegen sein konnte: „Wenn irgend etwas wahrscheinlich ist, so der Umstand, daß in dieser Zeit, kurz nachdem erst ganz Süditalien an Rom angegliedert war, die Römer sich als saturiert betrachten konnten und das augenscheinlich auch getan haben …“ Rom geriet unvorbereitet in diesen Krieg hinein; da mit einer Niederlage viel auf dem Spiel stand, mobilisierte man alle Energien und war am Ende erfolgreich.
Das Interesse moderner Historiker am Ersten Punischen Krieg ist auch dadurch begründet, dass hier eine vergleichbare Konstellation wie beim Ersten Weltkrieg erkannt wird, und zwar in mehrfacher Hinsicht:
- Die Motivlage auf beiden Seiten muss bei Kriegsbeginn eine andere gewesen sein als im weiteren Kriegsverlauf.
- Die antiken Autoren fragten nach der Berechtigung dieses Krieges (Kriegsschuld-Diskussion).
- Es gab Bestrebungen, die öffentliche Meinung in Rom für den Krieg zu gewinnen.

Dass der Erste Weltkrieg in der althistorischen Fachdiskussion präsent ist, zeigt sich bis in die Wortwahl, wenn zum Beispiel Eberhard Ruschenbusch urteilt: „Es sind also die beteiligten Parteien in gutem Glauben an ihr Recht in den Krieg hineingeschlittert …“
Bruno Bleckmann meint, dass das römische Expansionsstreben durch den Ehrgeiz der jeweiligen Konsuln vorangetrieben wurde, in ihrer Amtszeit mit militärischen Großtaten Prestige zu gewinnen. Klaus Zimmermann lehnt die These ab, dass es zwischen Karthago und Rom quasi schicksalhaft zum Krieg kommen musste. Historische Abläufe seien durch die Entscheidungen von Personen und Institutionen zu erklären, nicht durch dahinter liegende Gesetzmäßigkeiten. „Was die Punischen Kriege … unausweichlich werden ließ, war nicht die Konkurrenz zweier Großmächte, sondern das notorische Unvermögen der Römer, … eigenständige, prosperierende Staaten neben sich zu dulden.“